# Castru

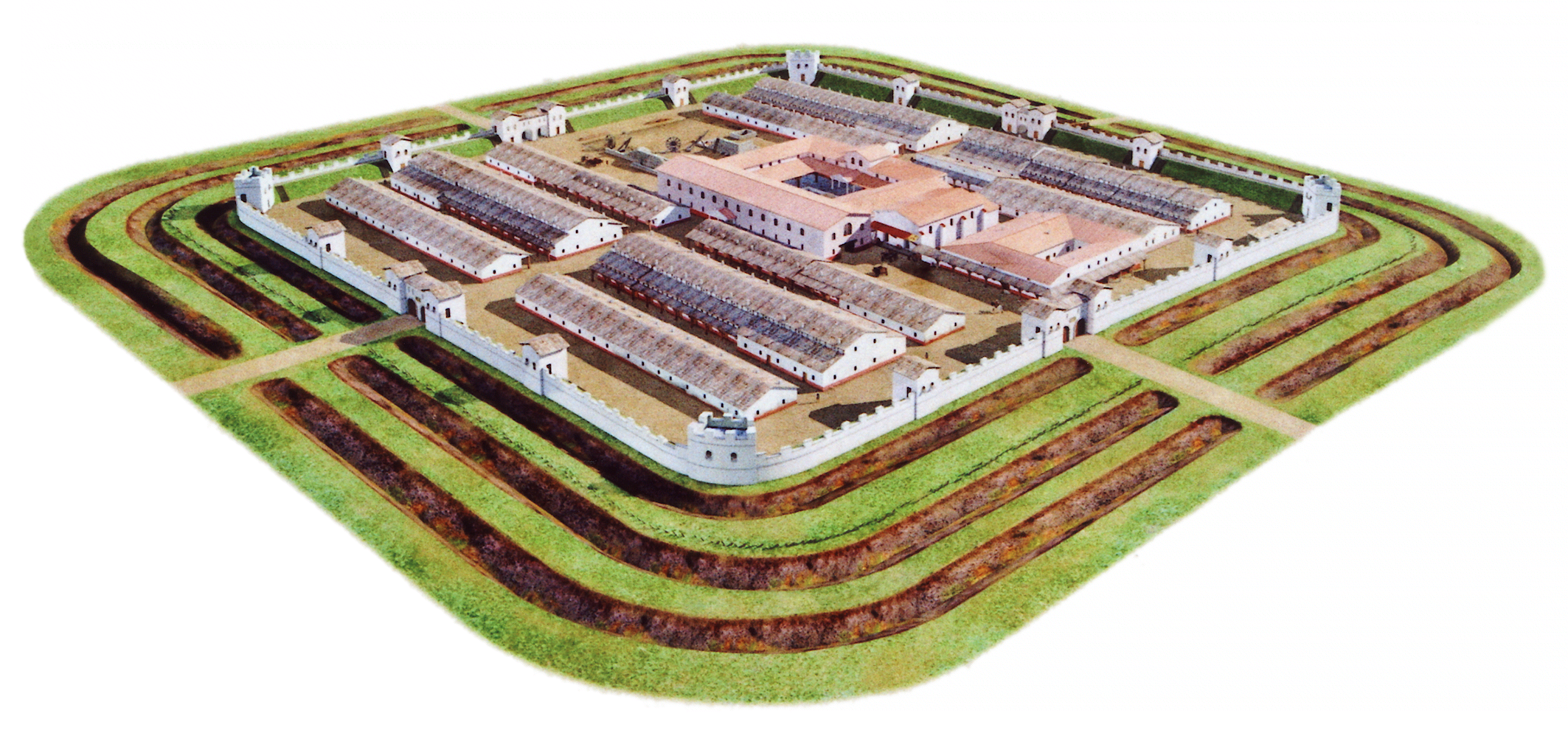
Vedere panoramică a castrului roman Biriciana reconstruit.

Acest articol se referă la fortificații celtice sau romane. Pentru alte sensuri, vedeți Castru (dezambiguizare).

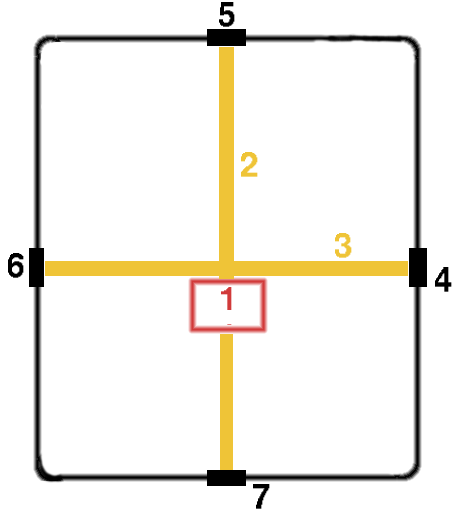
Planul unui castru roman rectangular:
1 Praetorium
2 Via Praetoria
3 Via Principalis
4 Poarta Principalis Dextra
5 Poarta Praetoria (poarta principală)
6 Poarta Principalis Sinistra
7 Poarta Decumana (poarta secundară)

Castrul (latină castrum, plural castra) reprezintă un complex de clădiri și/sau teren împrejmuit utilizat(e) ca o poziție militară defensivă.
La origine el era o fortificație celtică de formă rotundă, construită pe vârful unui deal.
În epoca romană termenul a fost folosit pentru a indica taberele militare fortificate care aveau de obicei formă dreptunghiulară, un exemplu fiind Arutela.  Diminutivul latin castellum era utilizat pentru forturi de mici dimensiuni, care erau de obicei, dar nu întotdeauna, ocupate de unități auxiliare și utilizate ca baze logistice pentru legiunile romane, după cum explică Vegetius.
În epoca medievală termenul a fost refolosit pentru a desemna castele cu ziduri concentrice, în special cele construite de cruciați în Orientul Mijlociu. Ca exemplu, un astfel de castru medieval este Belvoir, fortificație construită de cavalerii Ioaniți.

## Termeni
În limba latină se folosea ca termen generic pentru castre cuvântul praesidium, însemnând „post de gardă” sau „garnizoană”. Termenul „castru” se regăsește în vechile limbi italice oscană și umbriană, precum și în limba latină, și probabil că provine din limba proto-indo-europeană.
În limba greacă termenii stratopedon („tabăra armatei”) și phrourion („fort”) erau folosiți pentru a desemna castrul sau castellum-ul roman.
În limba română în loc de castru sunt folosiți de obicei termenii „fort roman”, „fortăreață romană” și „cetate romană”. Termenii „fortăreață romană” și „cetate romană” sunt utilizați cu precădere pentru castrele complexe, de mari dimensiuni, cum a fost de exemplu cel de la Dinogetia.
În limba engleză termenii Roman fortress, Roman fort și Roman camp sunt frecvent utilizați pentru castrul sau castellum-ul roman. Cu toate acestea, convenția științifică preferă ca traducere pentru castru termenii „camp”, „marching camp” și „fortress”, și termenul „fort” ca traducere pentru castellum.
În limba germană pentru castru roman se folosește termenul Römisches Militärlager iar pentru castellum se folosește termenul Römisches Kastell.

## Construcția

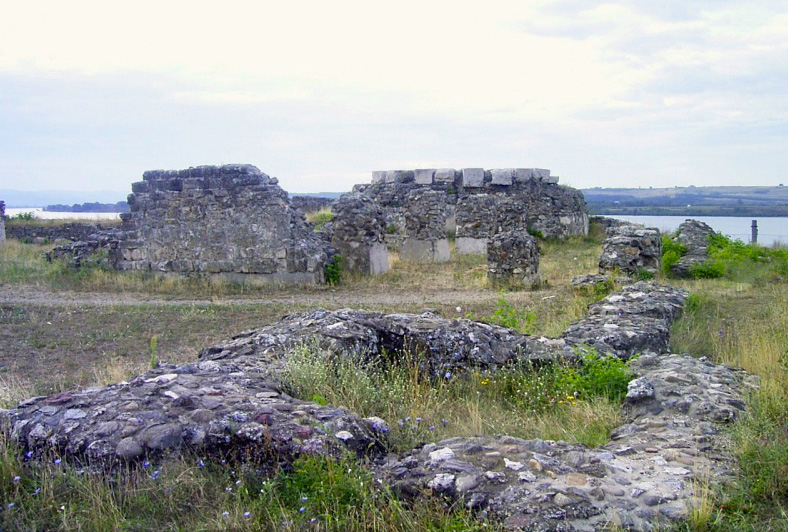
Ruinele castrului roman de la Turnu Severin

Un castru roman reconstruit aproape în întregime, astăzi muzeu, se poate vizita la Saalburg în apropierea limesului de lângă orașul Bad Homburg din Germania.
În Imperiul Roman, castra (forma de plural pentru castrum, castri, o fortificație) au fost taberele militare tipice ale romanilor. Aceste tabere erau construite întotdeauna după niște tipare stricte, având două două alei principale: "Cardus Maximus", care străbătea tabăra de la nord la sud, și "Decumanus Maximus", orientată de la est la vest, ele împărțind perimetrul în patru sferturi (cvartale).  Cele două alei principale se terminau în dreptul a patru porți. Forumul era localizat la intersecția celor două alei principale, Cardus Maximus și Decumanus Maximus.
Restul aleilor secundare și construcțiile erau paralele cu aleile principale, modelul patrulaterelor fiind folosit și în construcția orașelor romane.
Vezi planul din dreapta.

## Clasificare
În epoca romană castrele se clasificau astfel:
- castra aestiva - tip de forturi sau tabere construite pentru a fi utilizate în timpul verii sau în regiuni cu climă caldă. [1]
- castra hiberna - tip de forturi sau tabere construite pentru a fi utilizate în timpul iernii sau în regiuni cu climă rece. [1]
- castra movere (română: castru de marș) - tabără provizorie, construită de o legiune în deplasare, la sfârșitul unei zile de marș. Militarii se opreau într-un loc deschis, săpau o groapă de jur-împrejur (fossa, agger, vallum - șanț, parapet, ridicătură de pământ) și instalau corturile, edificând un castru.[2]

## Componență
Zone: Latera Praetorii, Praetentura, Retentura

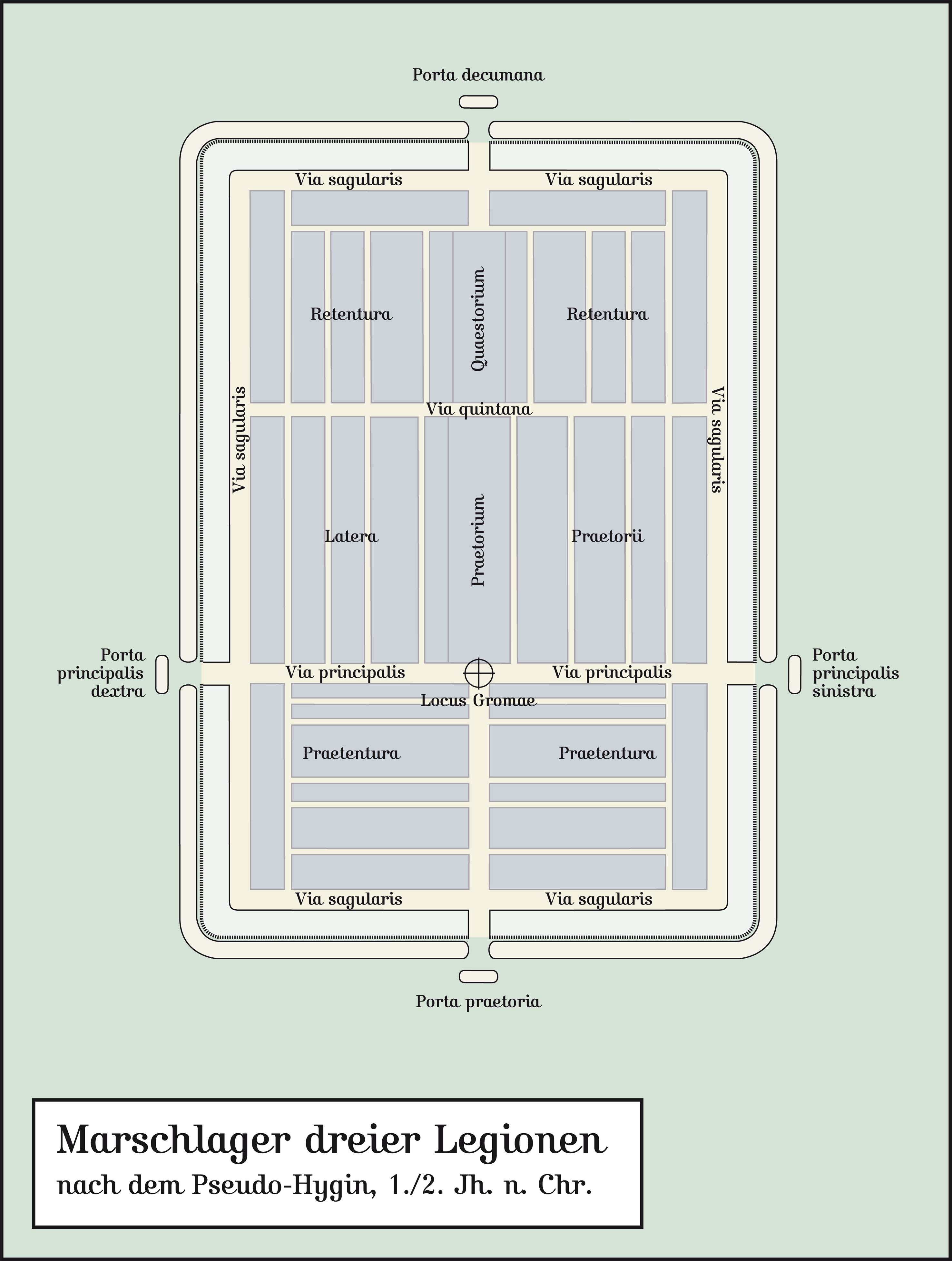
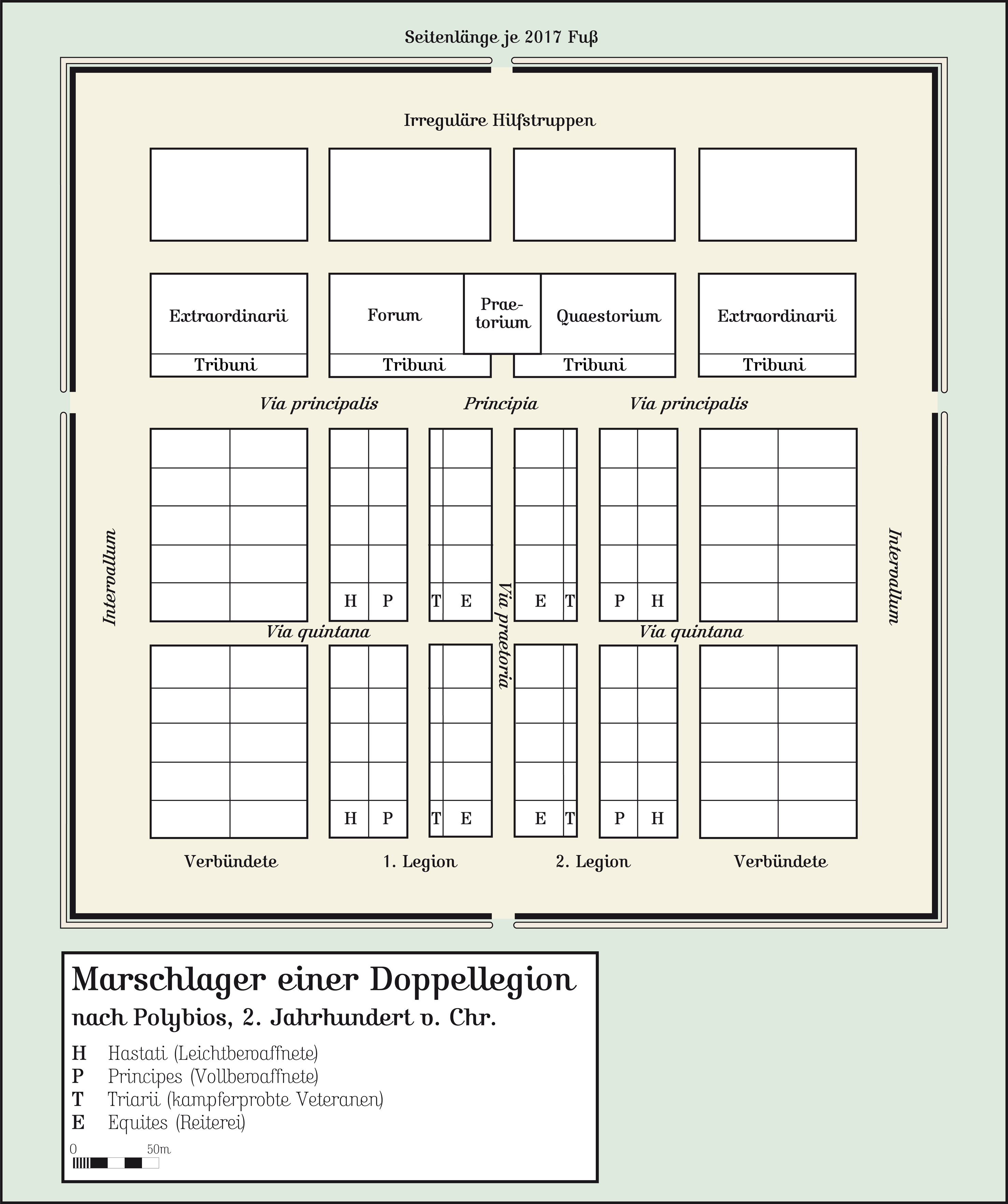

### Clădirea comandantului
Principia

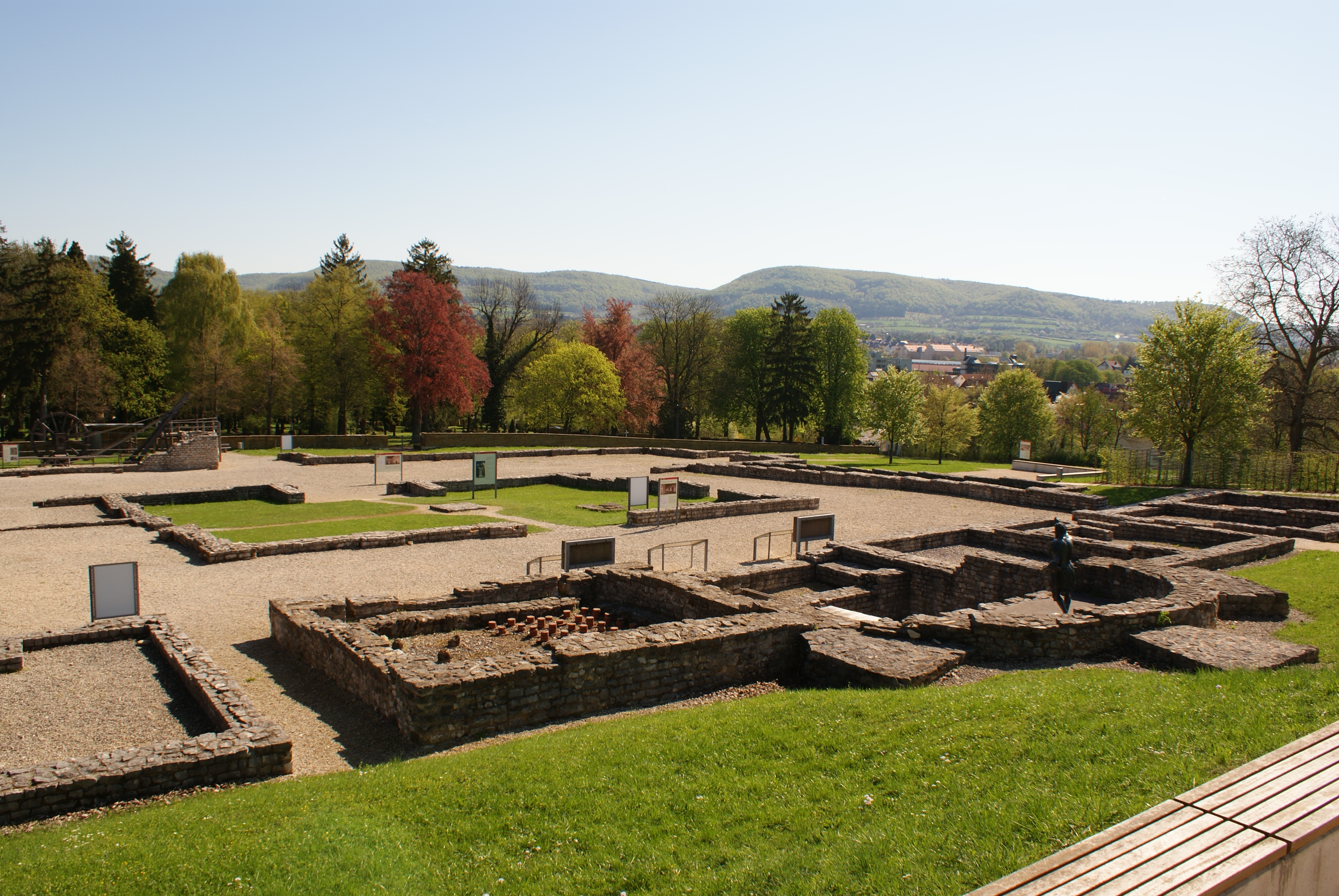
Principia (centru) - castrul roman de la Aalen, landul Baden-Württemberg, Germania.
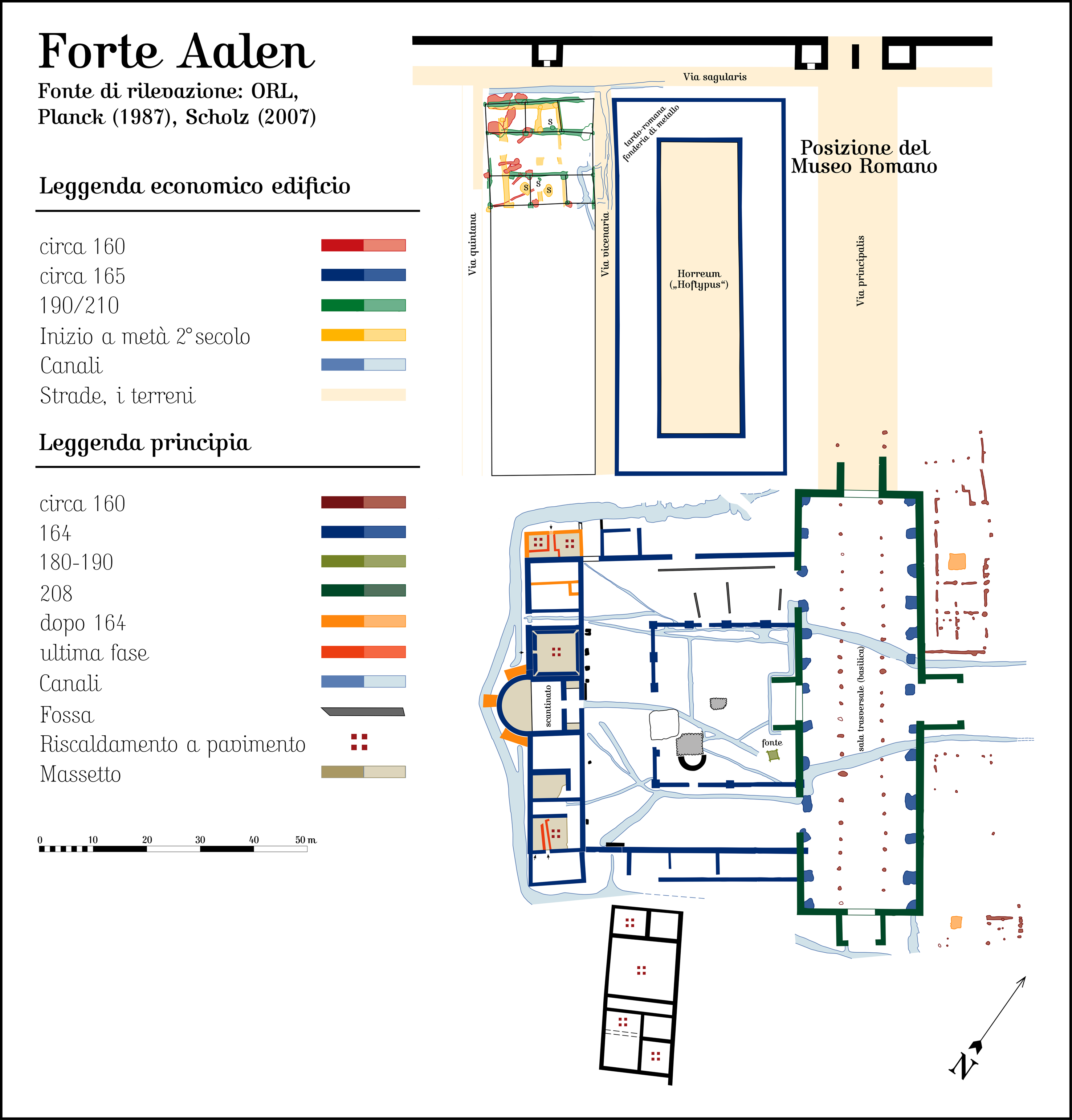
Principia și Horreum - Castrul roman de la Aalen, landul Baden-Württemberg, Germania.
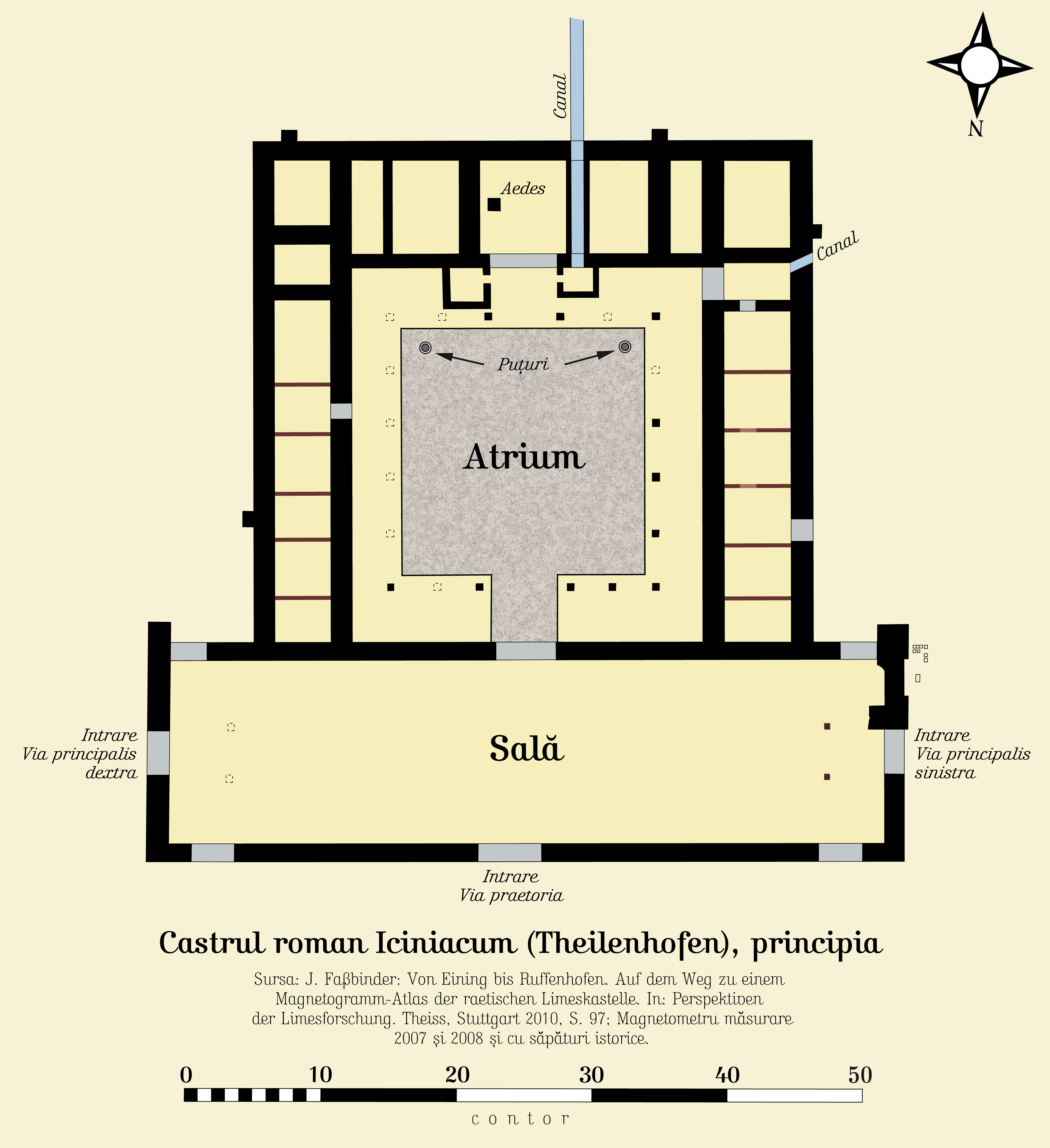
Principia - Castrul roman de la Theilenhofen (Iciniacum), landul Bavaria, Germania.
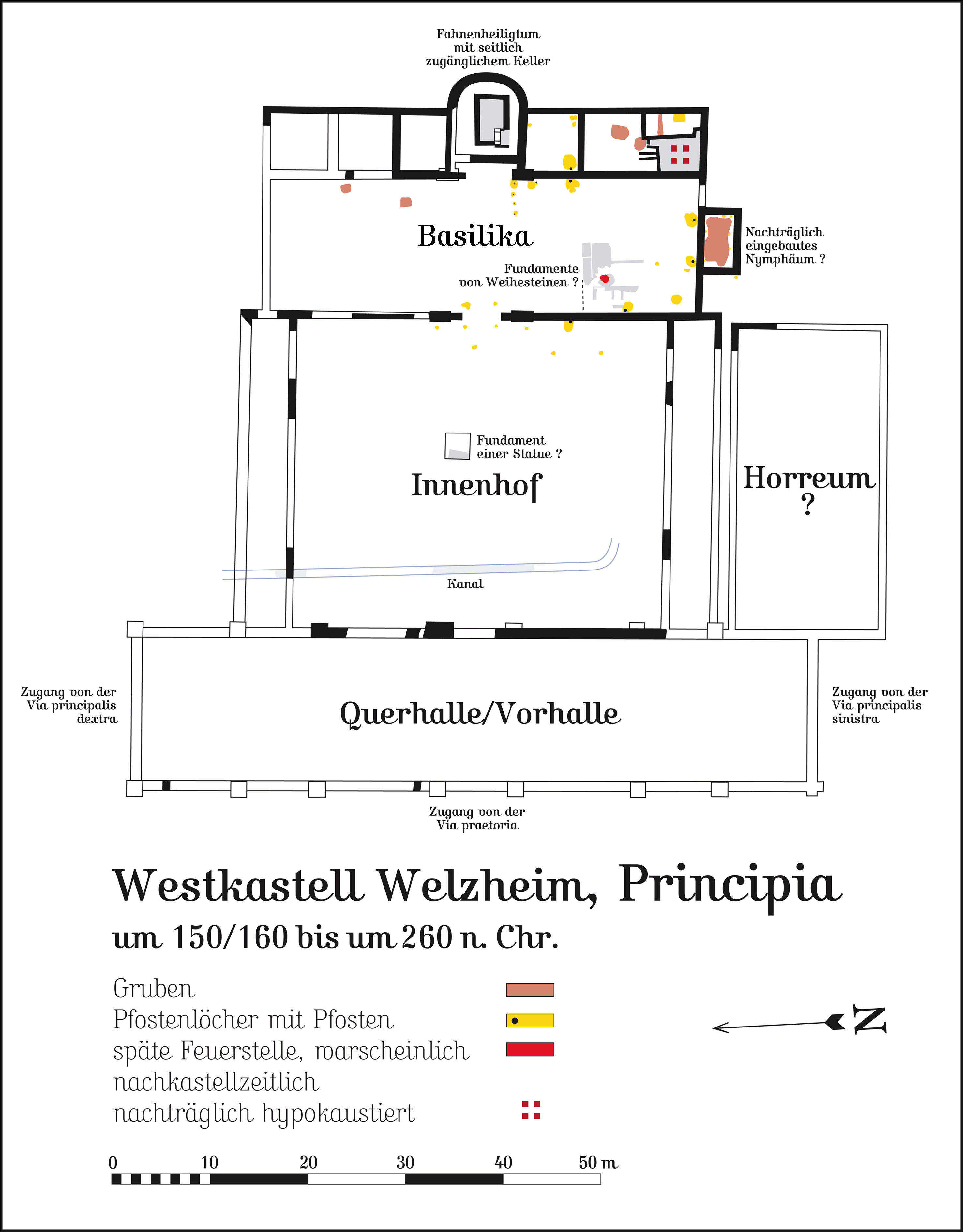
Principia - Castrul roman de la Welzheim West, landul Baden-Württemberg, Germania.

### Barăcile soldaților
Contubernium

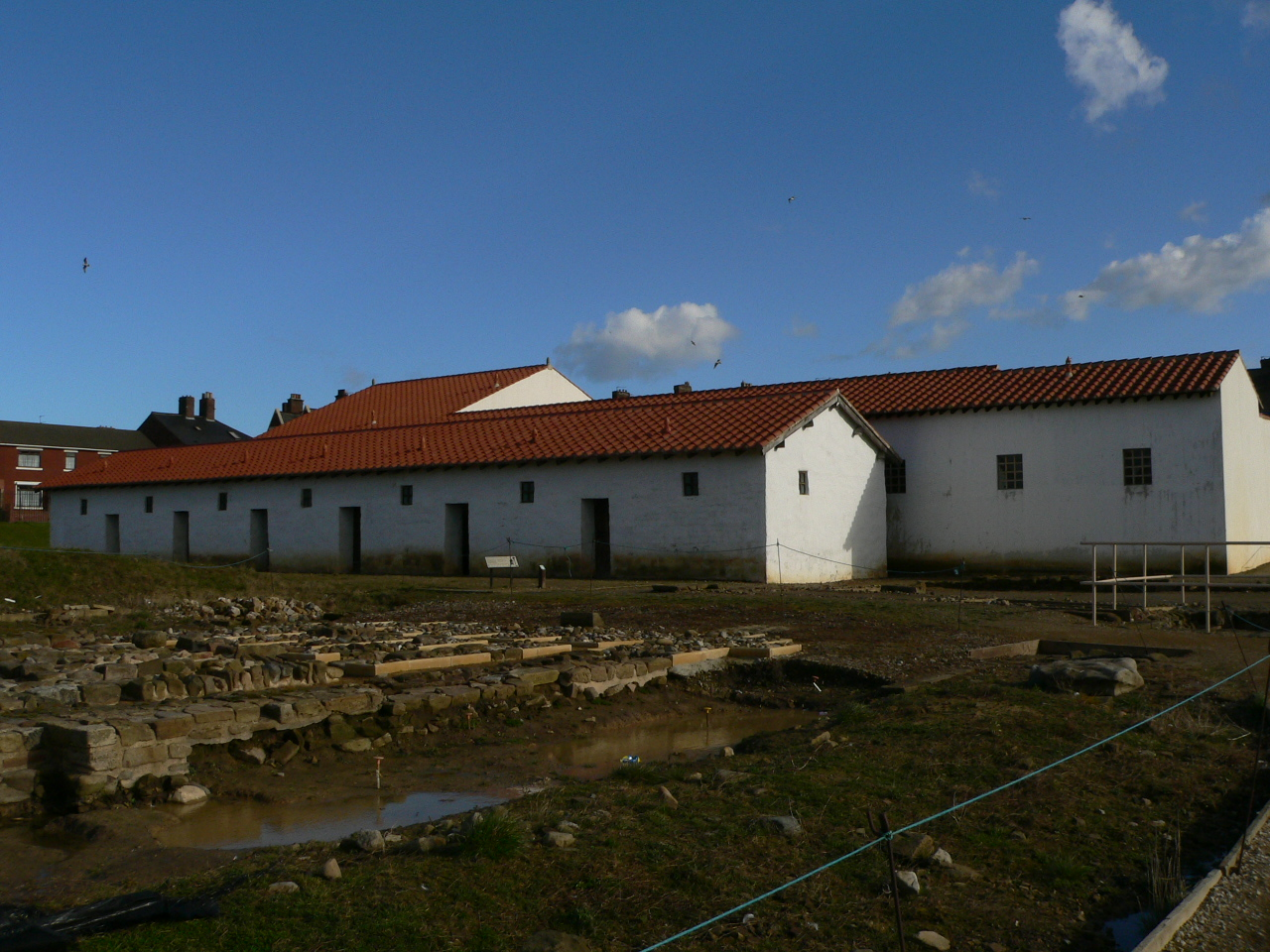
Reconstucție - castrul roman Arbeia, Anglia
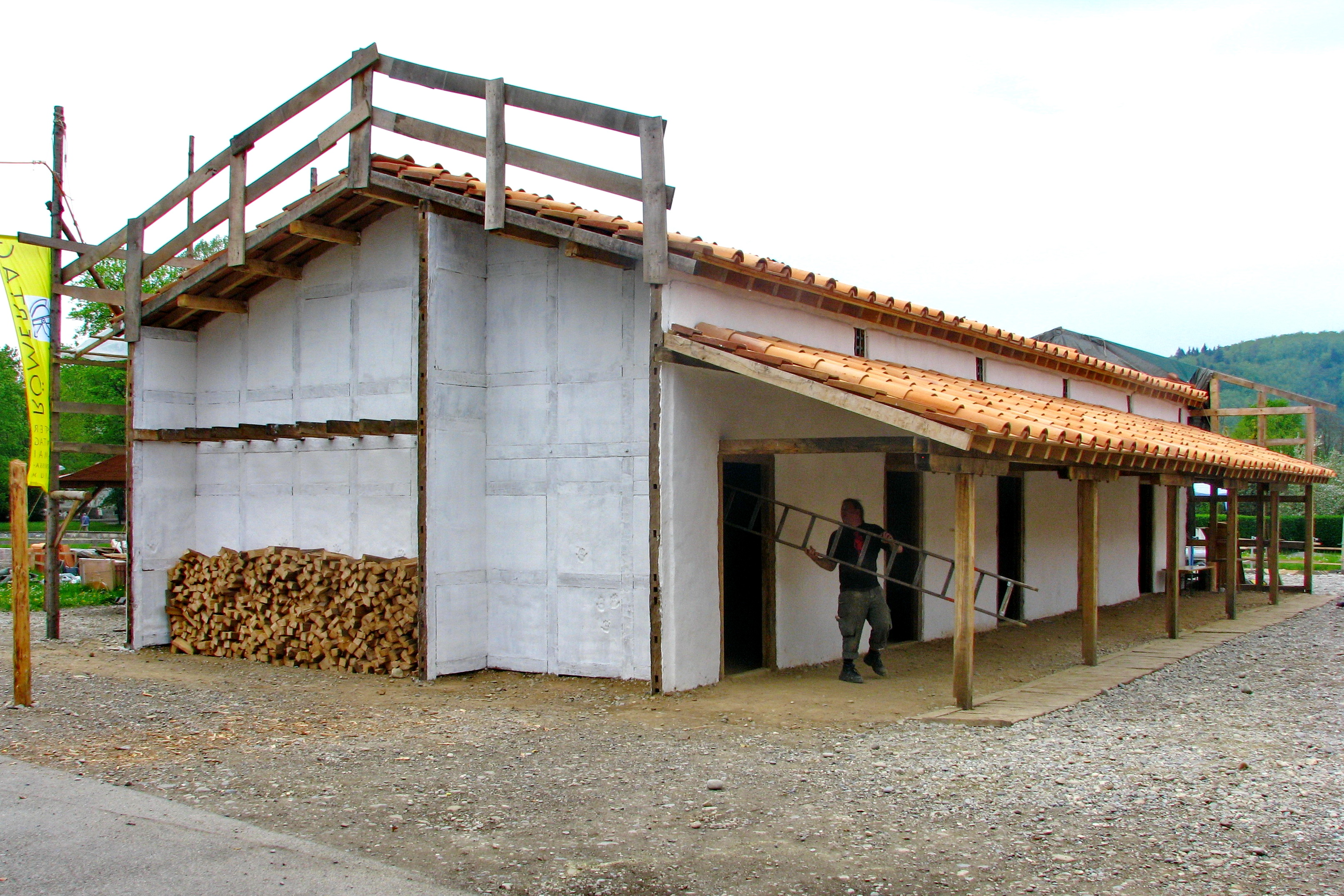
Reconstucție - castrul roman Vindonissa, Elveția (1)
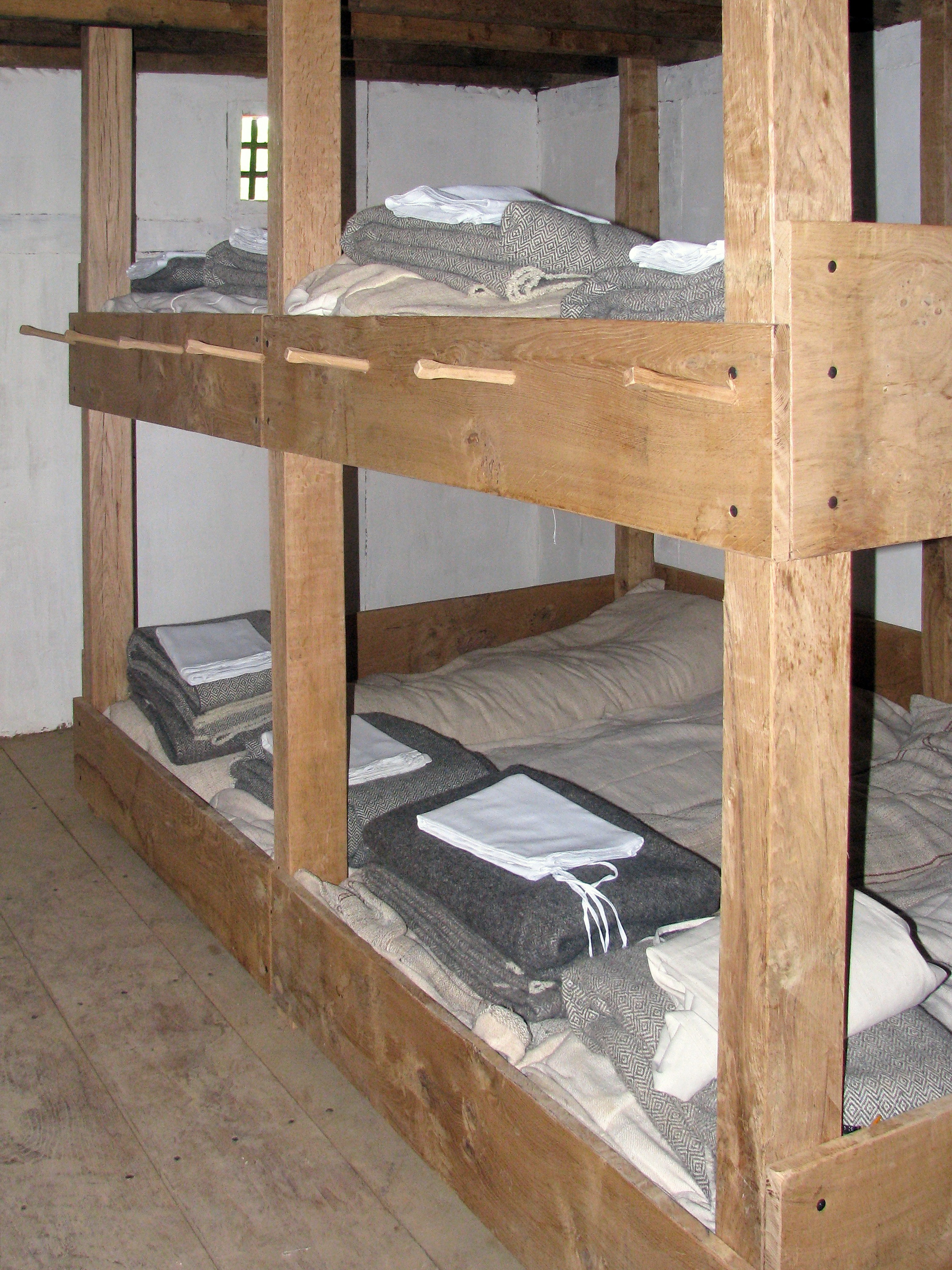
Reconstucție - vedere din interior (2)
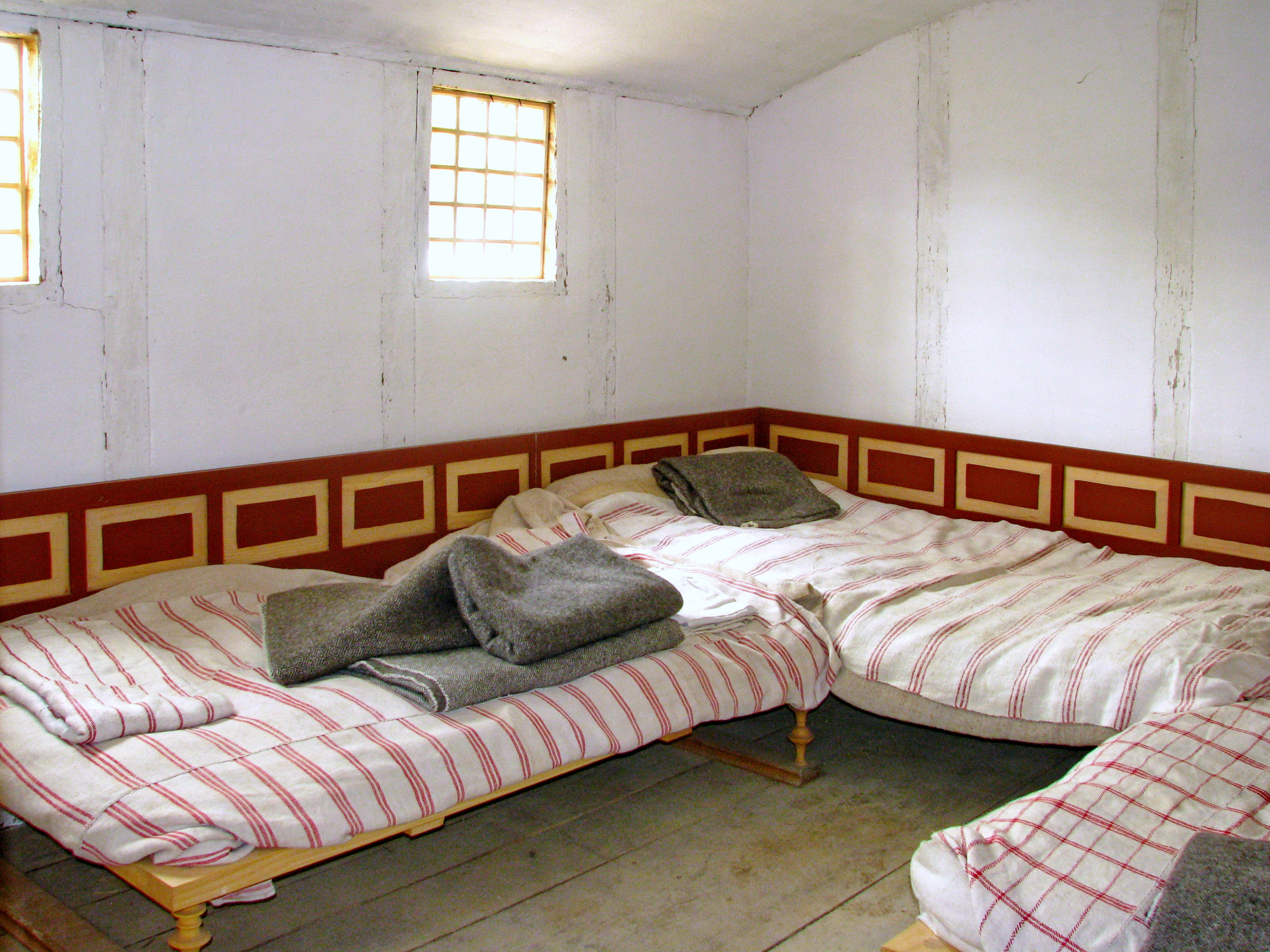
Reconstucție - vedere din interior (3)
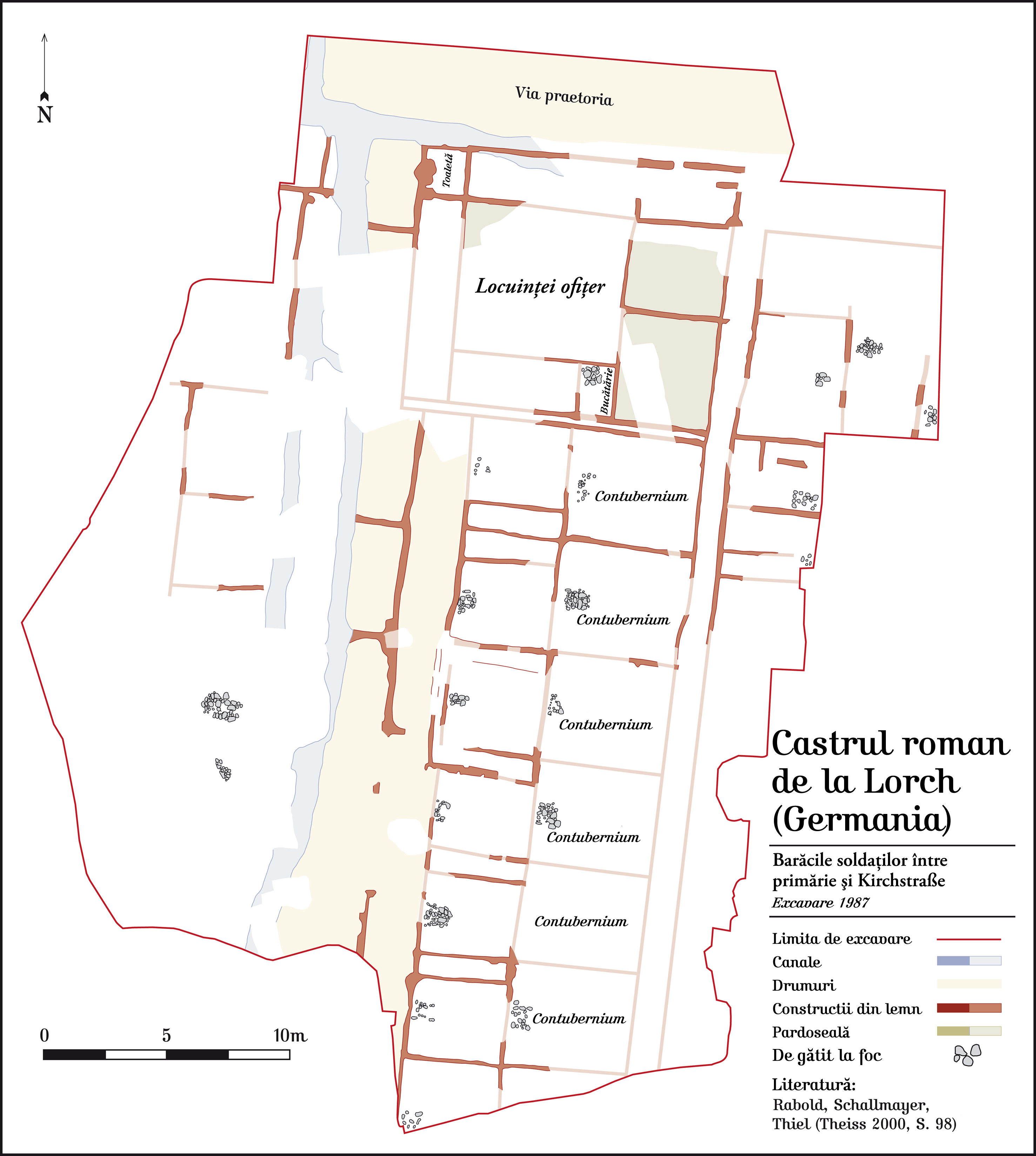
Castrul roman de la Lorch, Baden-Württemberg, Germania

### Grânar și alte magazii
Horreum

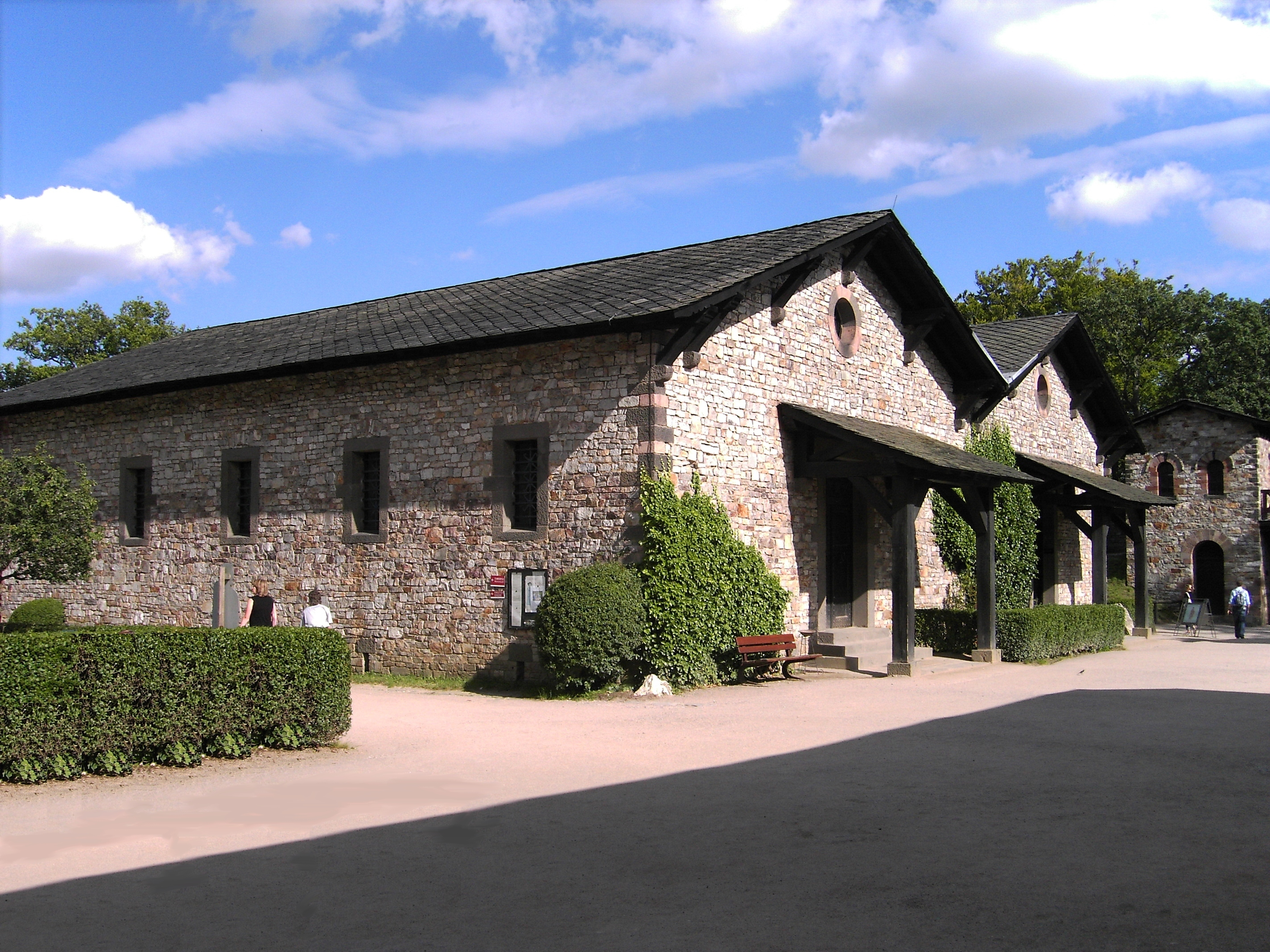
Reconstrucția horreum-ului a castrului roman Saalburg, Germania
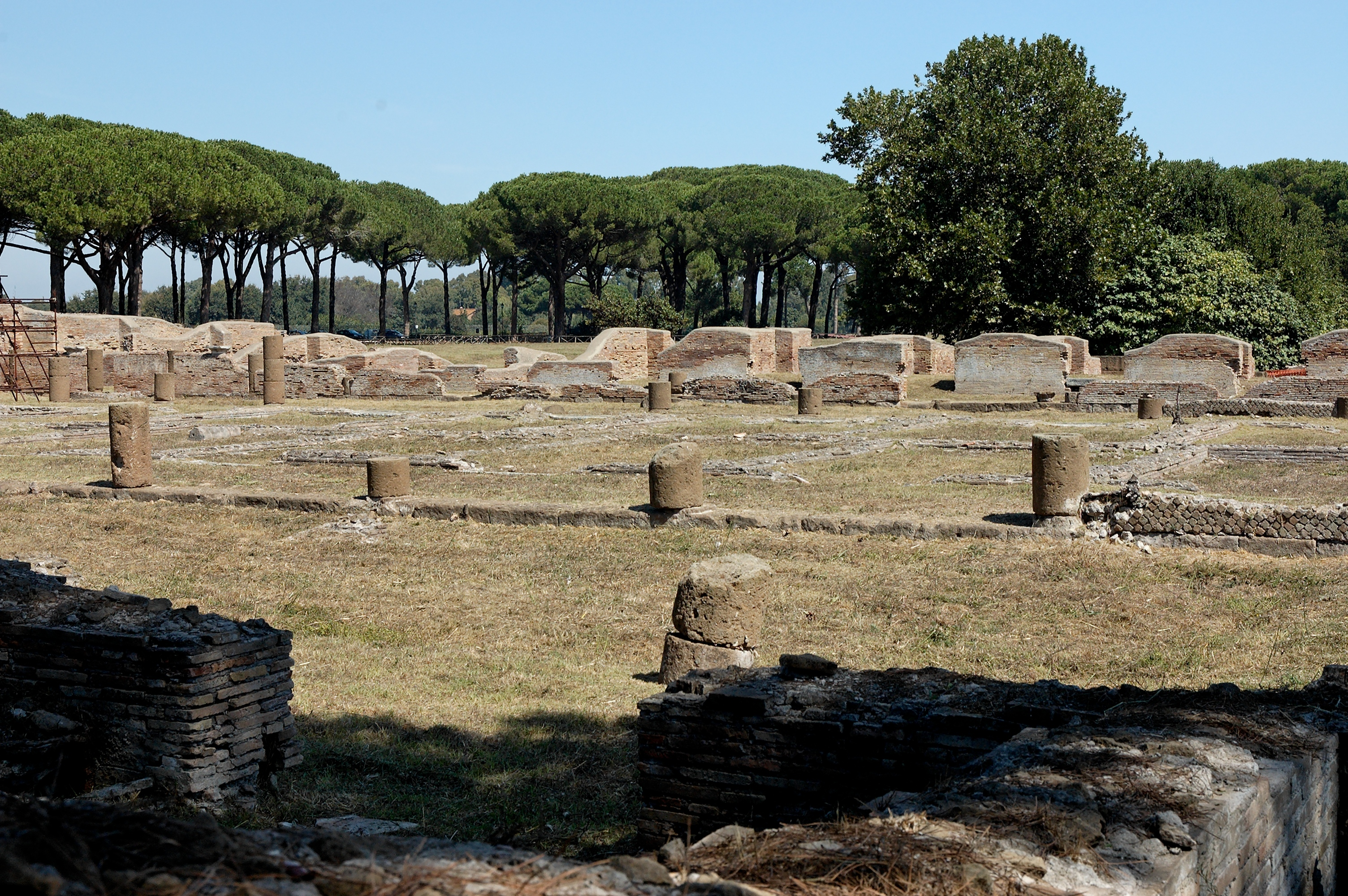
Ruinele marelui horreum din Ostia, Latium
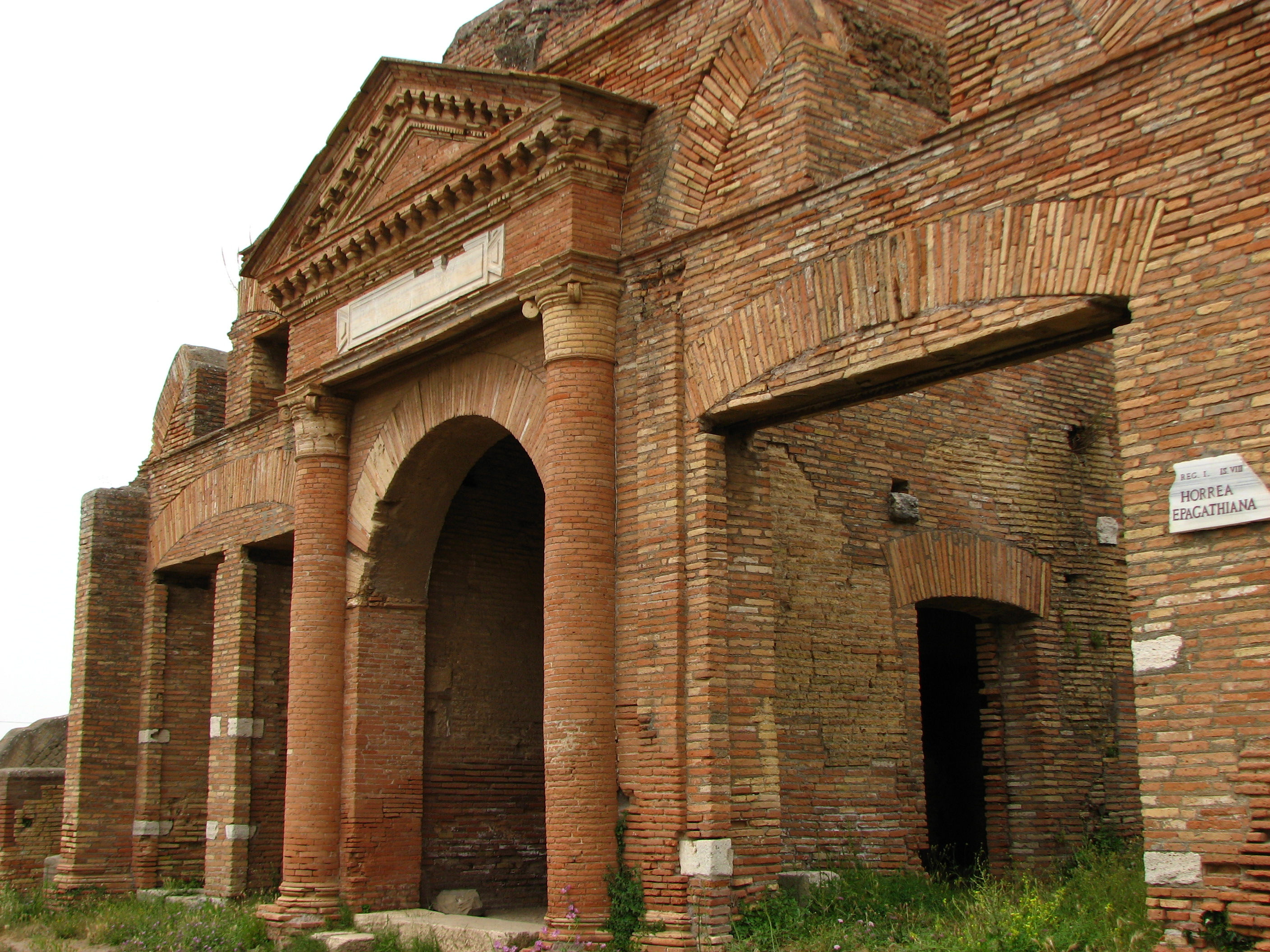
Horrea Epagathiana et Epaphroditiana, un horreum din Ostia construit între anii 145-150

### Grajduri
Stabulae

### Toalete
Latrinae

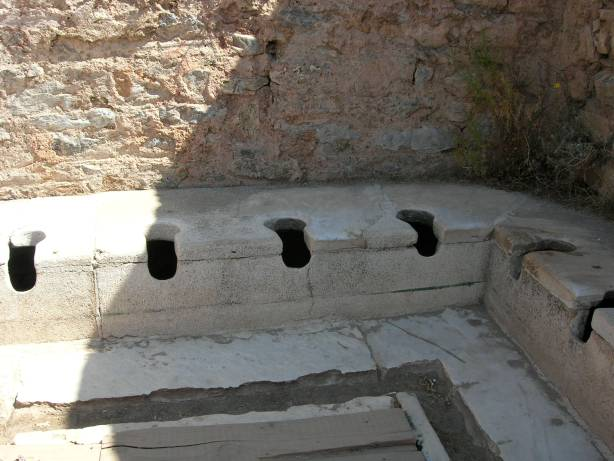
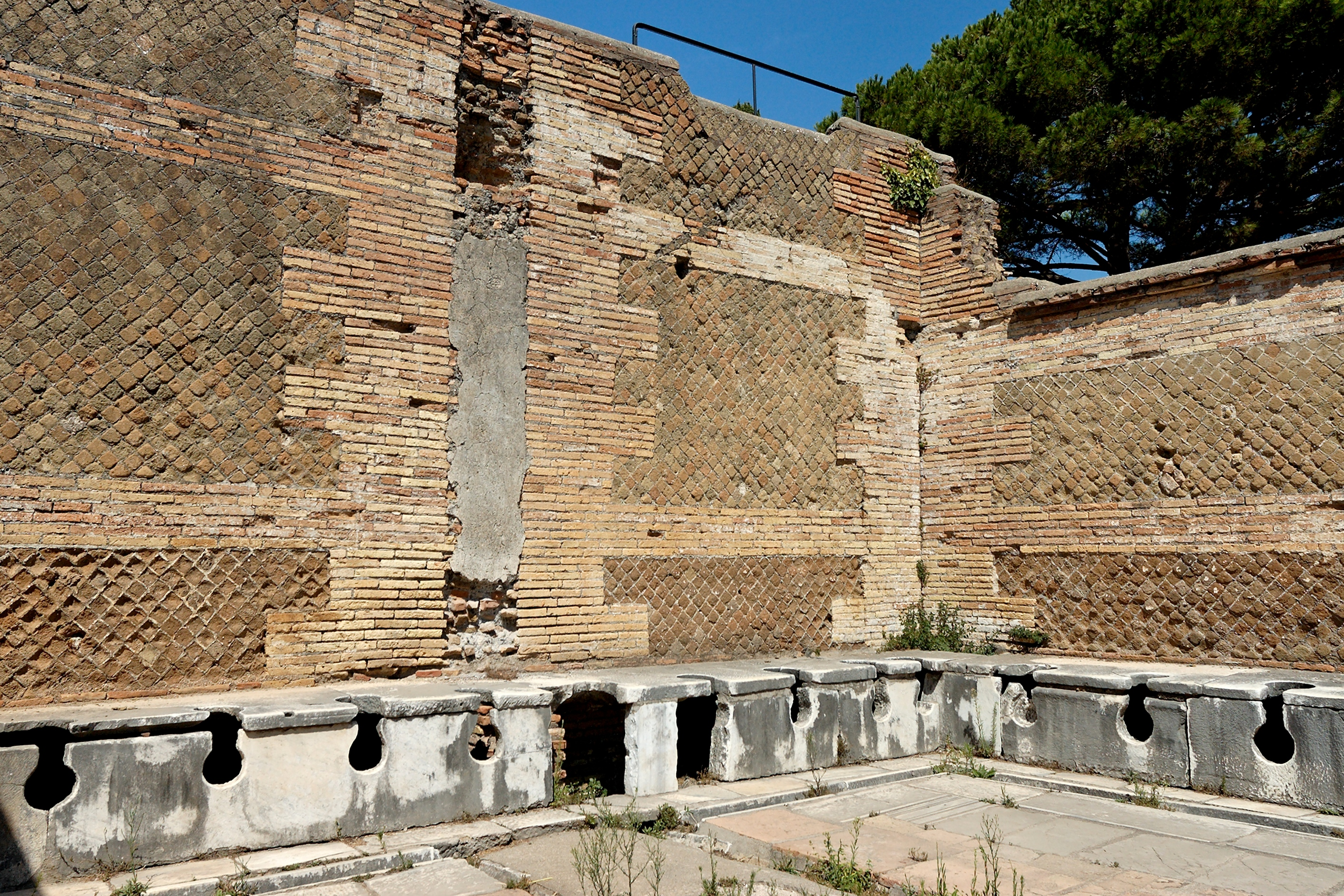
Latrine din Ostia
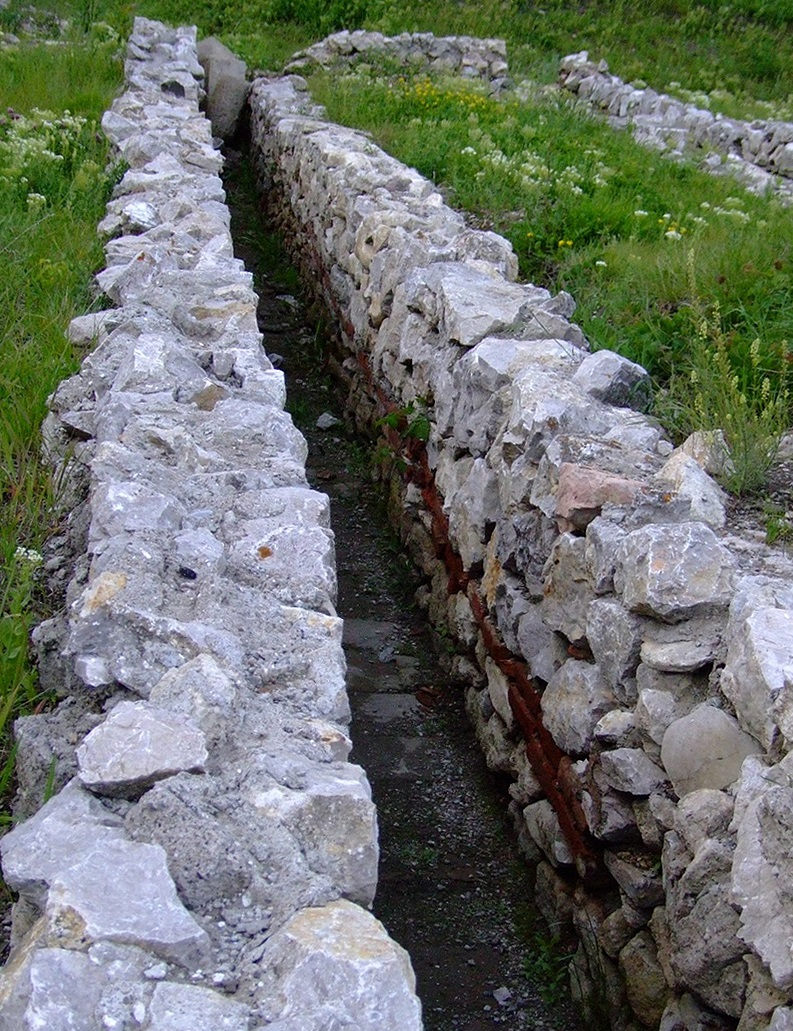
Potaissa
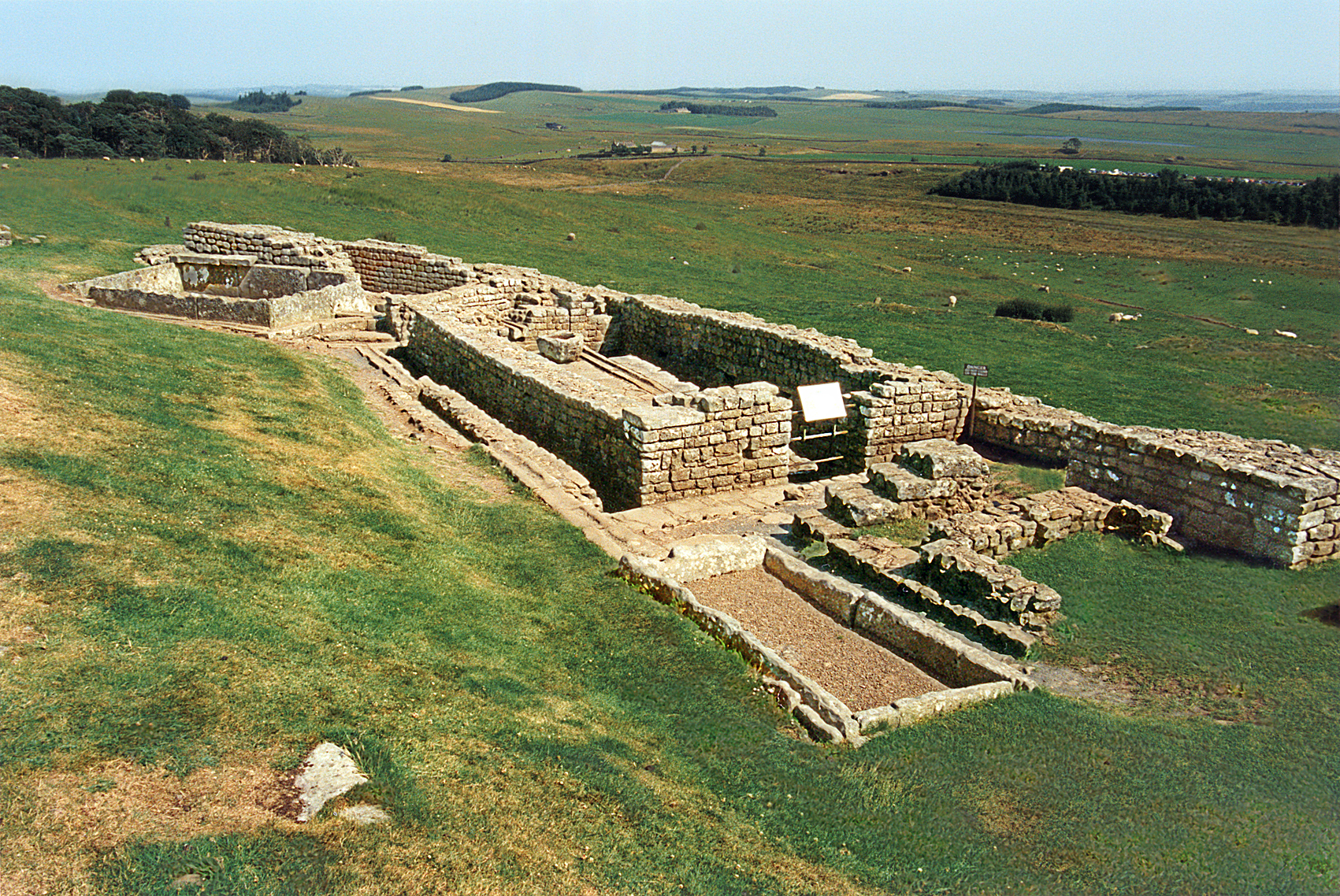
Latrine din castru Housestead (Britannia)
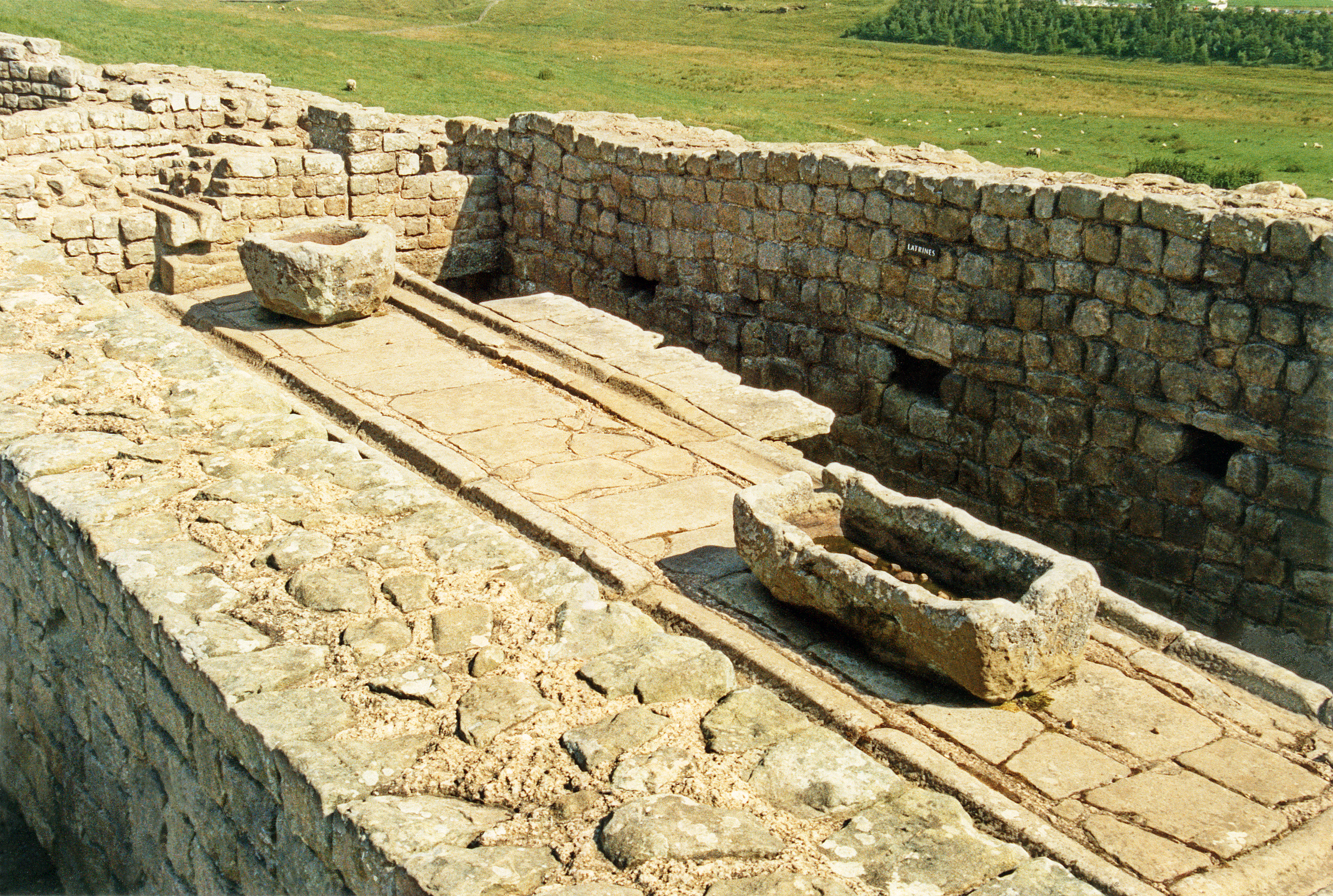
Latrine din castru Housestead (Britannia)

### Termele
Thermae

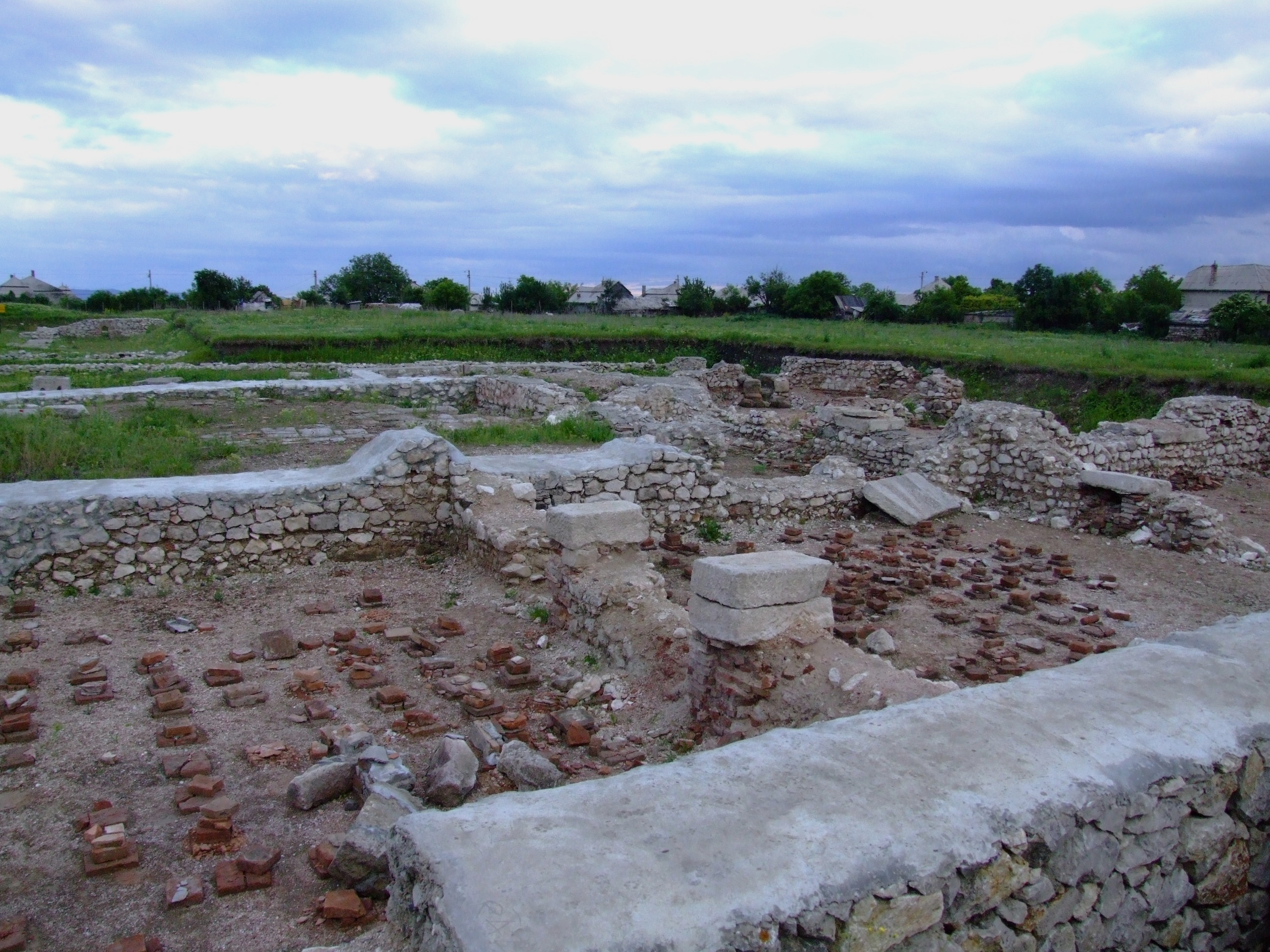
Termele castrului Potaissa
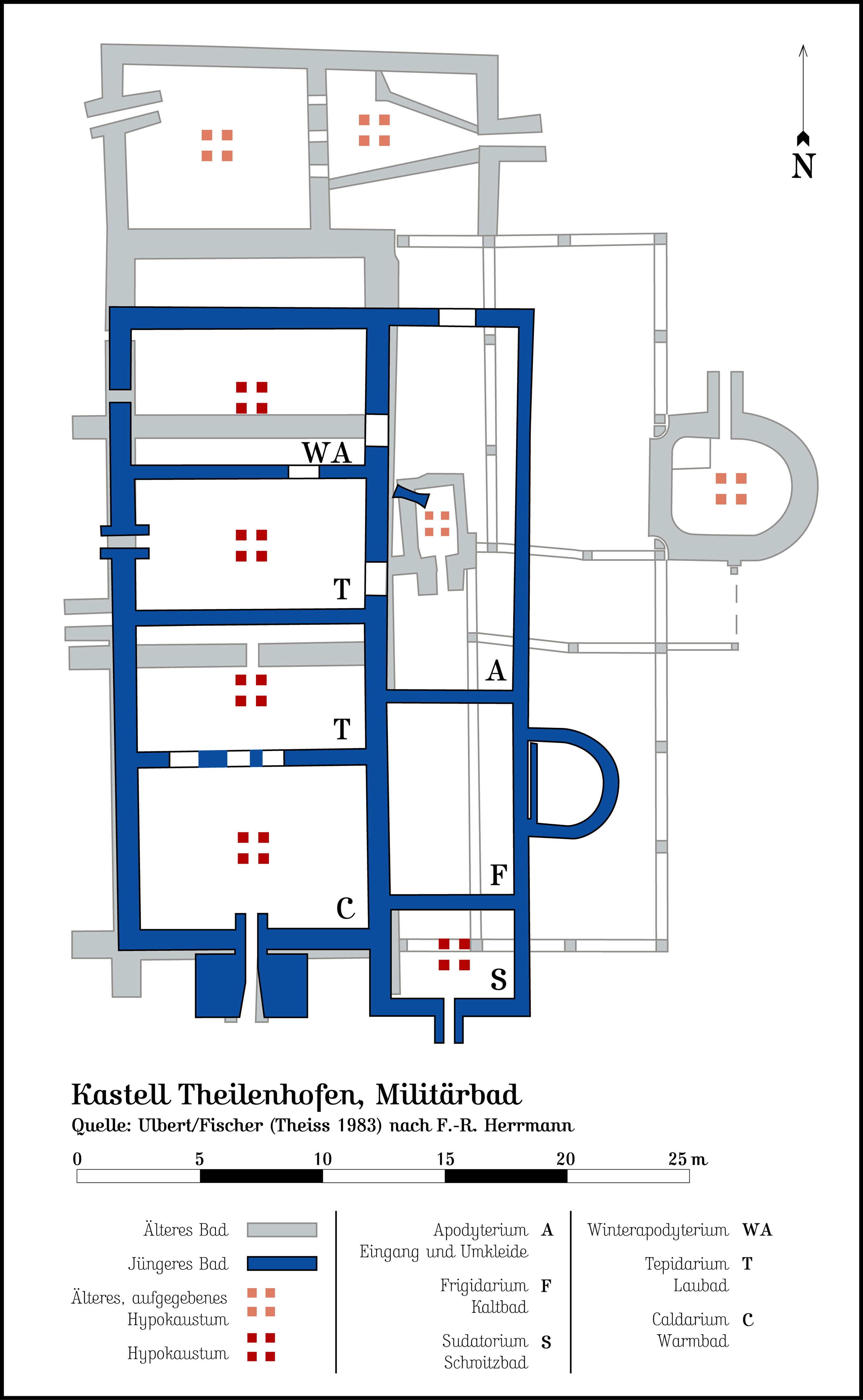
Termele castrului roman Iciniacum (Theilenhofen), Bavaria, Germania.
Termele castrului roman Rainau-Buch, Baden-Württemberg, Germania.

### Porți

#### Porta praetoria

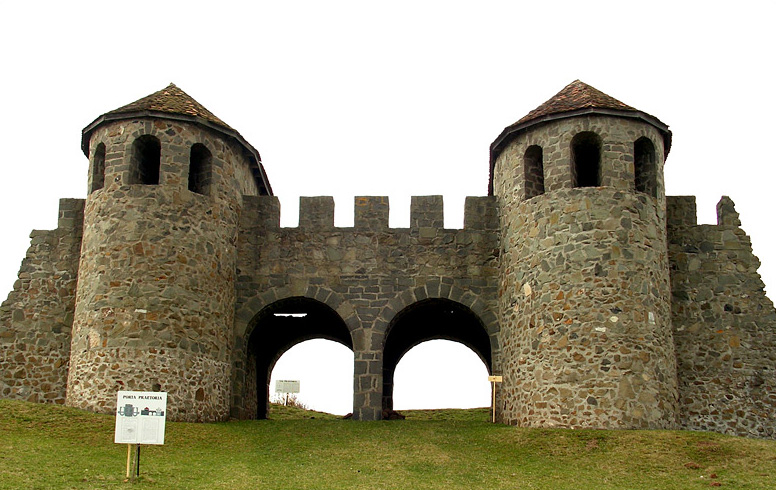
Poarta praetoria a castrului Porolissum.
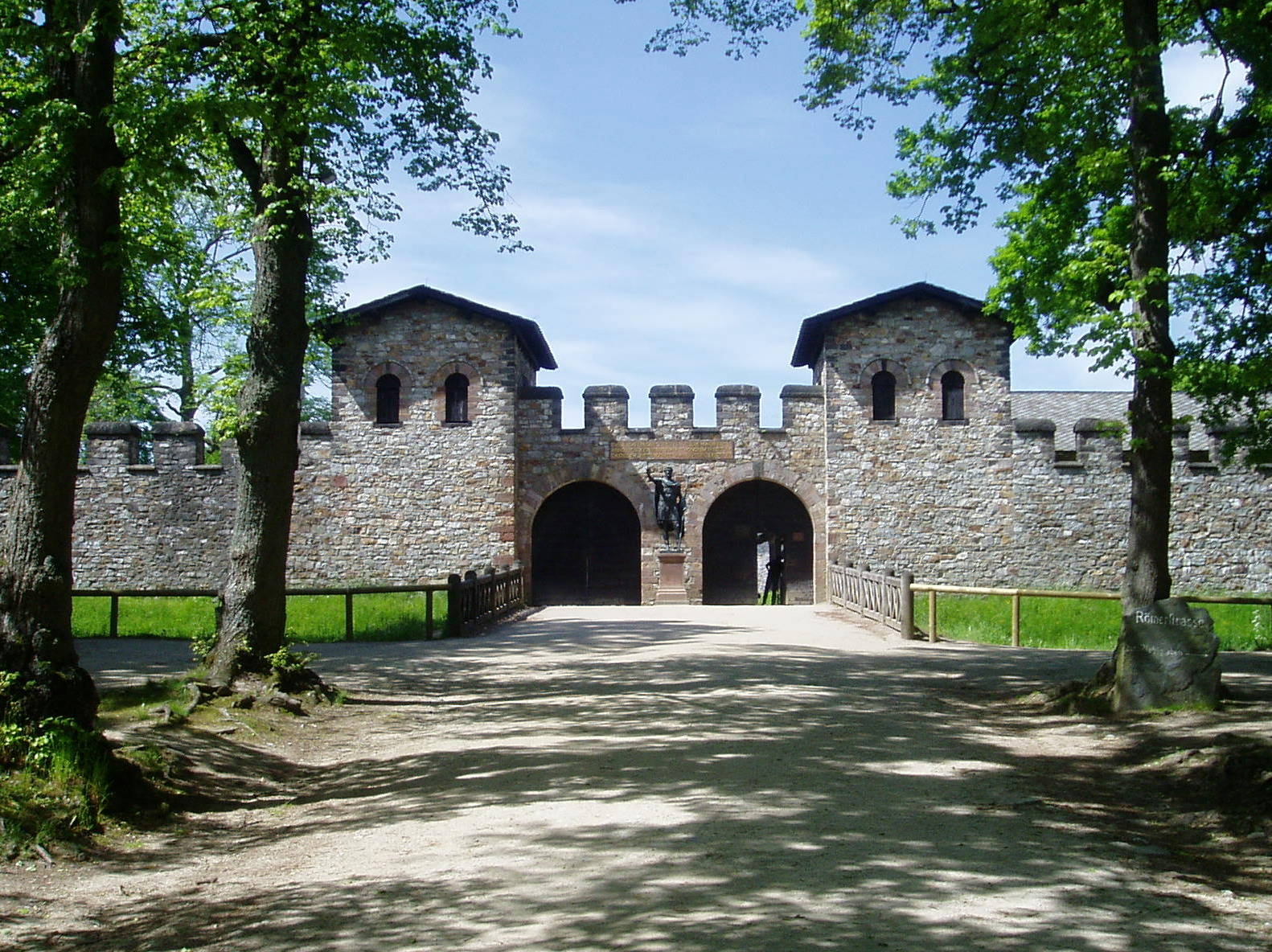
Poarta praetoria a castrului de la Saalburg.
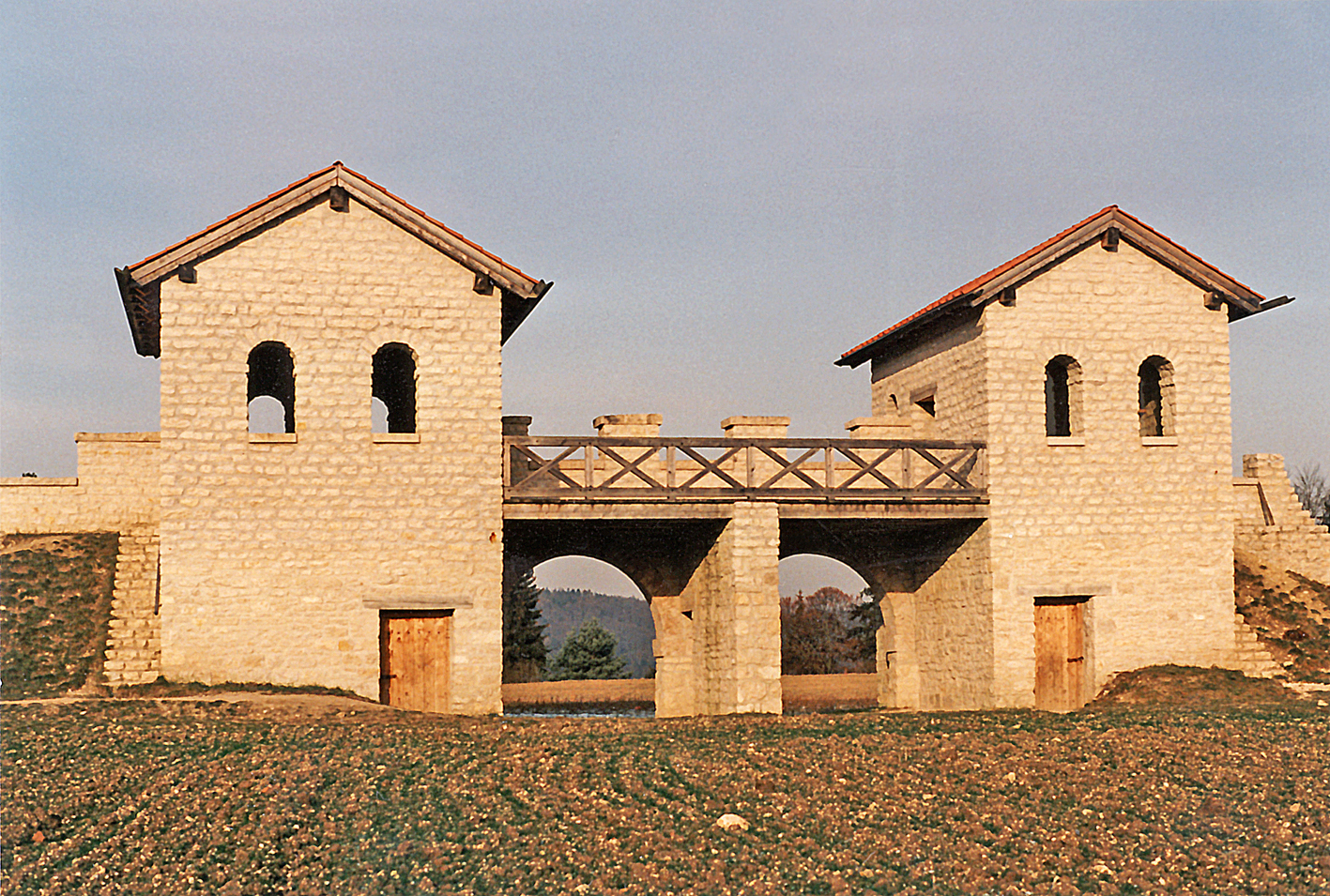
Poarta praetoria a castrului Vetoniana din Pfunz, Bavaria, Germania.
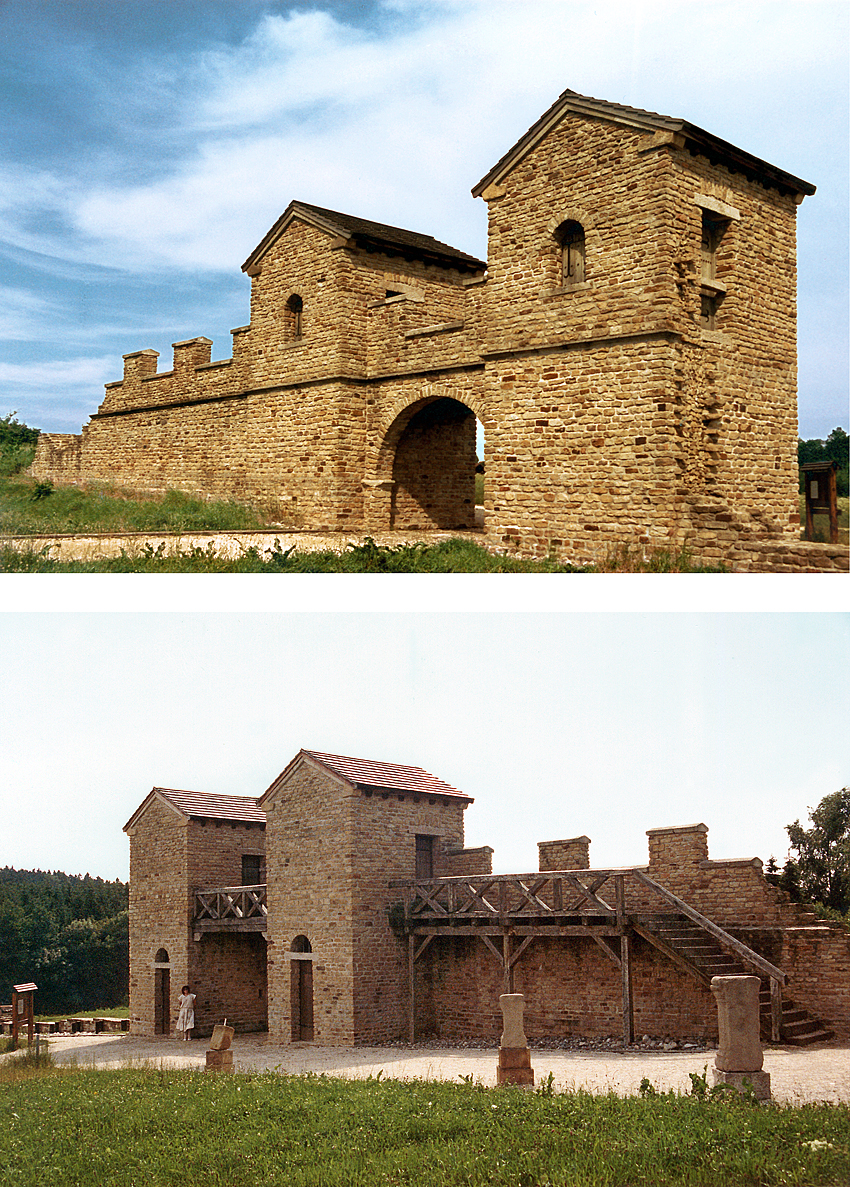
Castrul roman Welzheim, Germania.

#### Porta principalis dextras

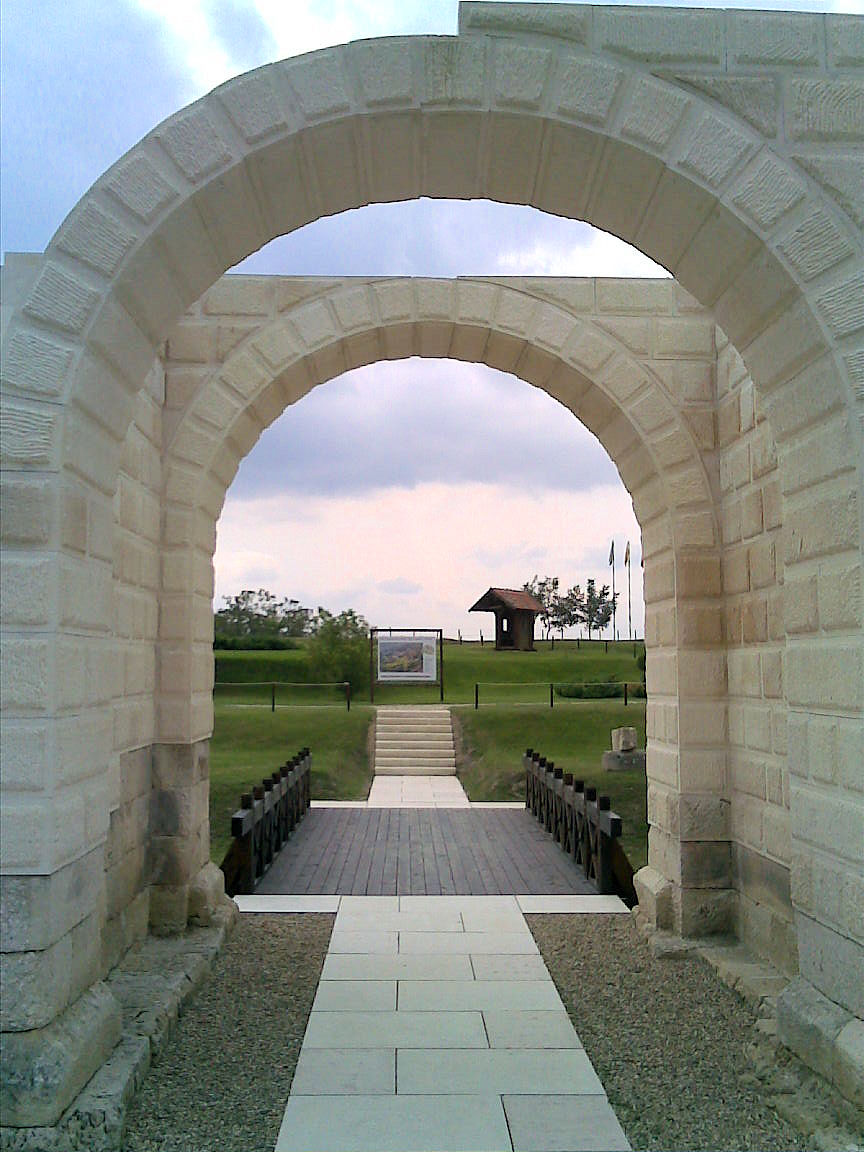
Porta principalis dextras a castrului Apulum.
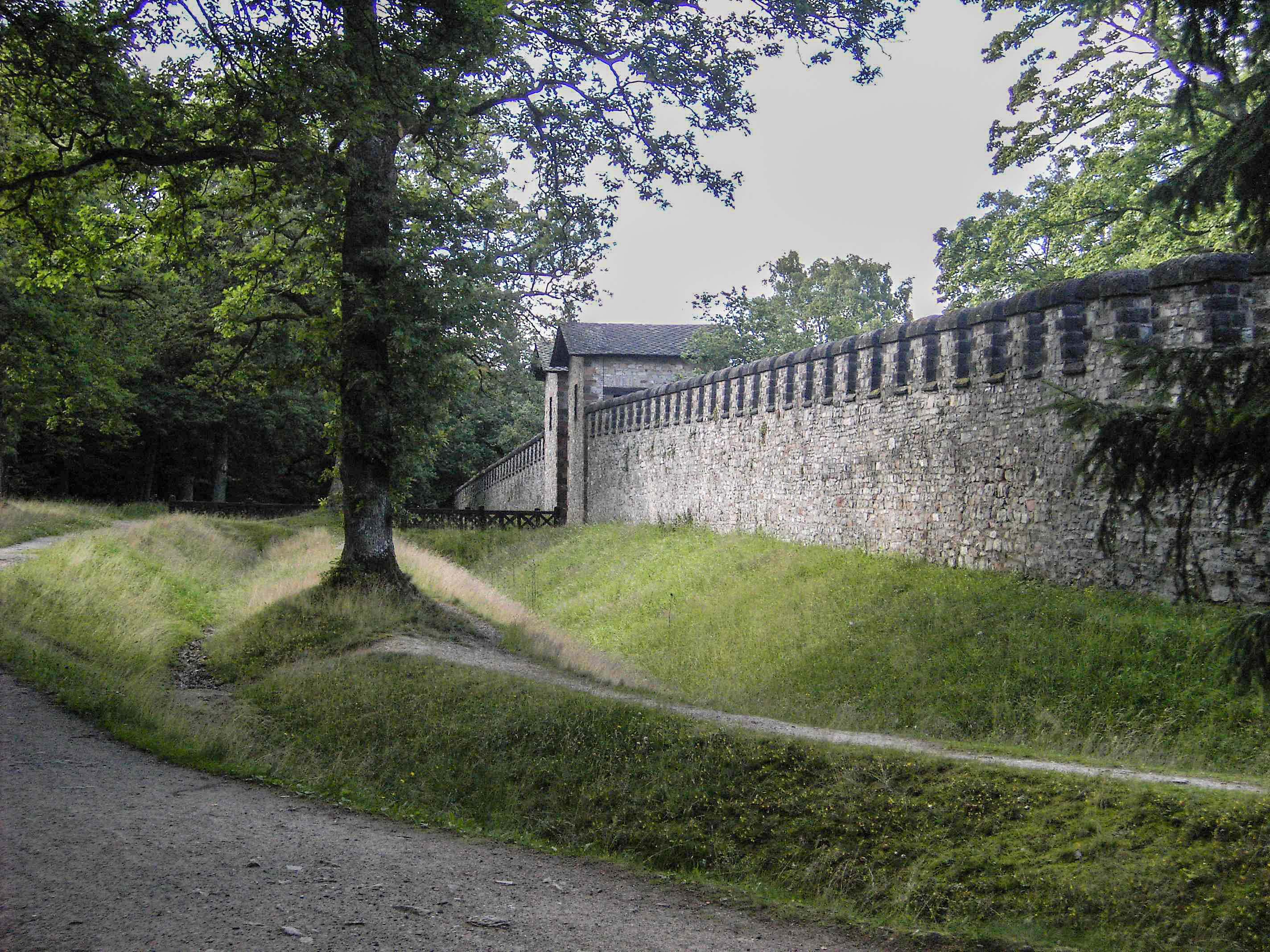
Porta principalis dextras a castrului de la Saalburg, Germania.

#### Porta principalis sinistras

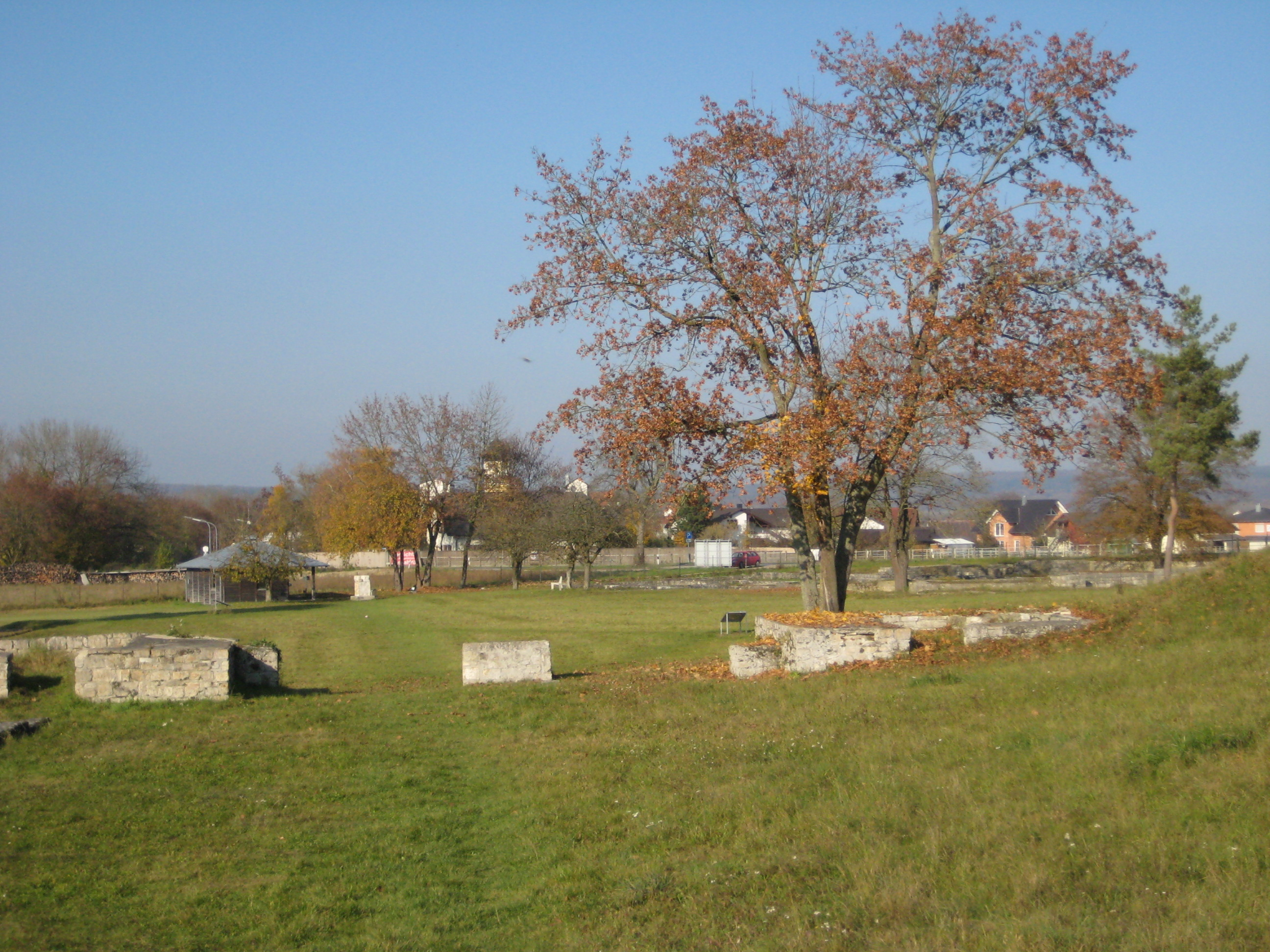
Porta principalis sinistras a castrului de la Eining, Germania

#### Porta decumana

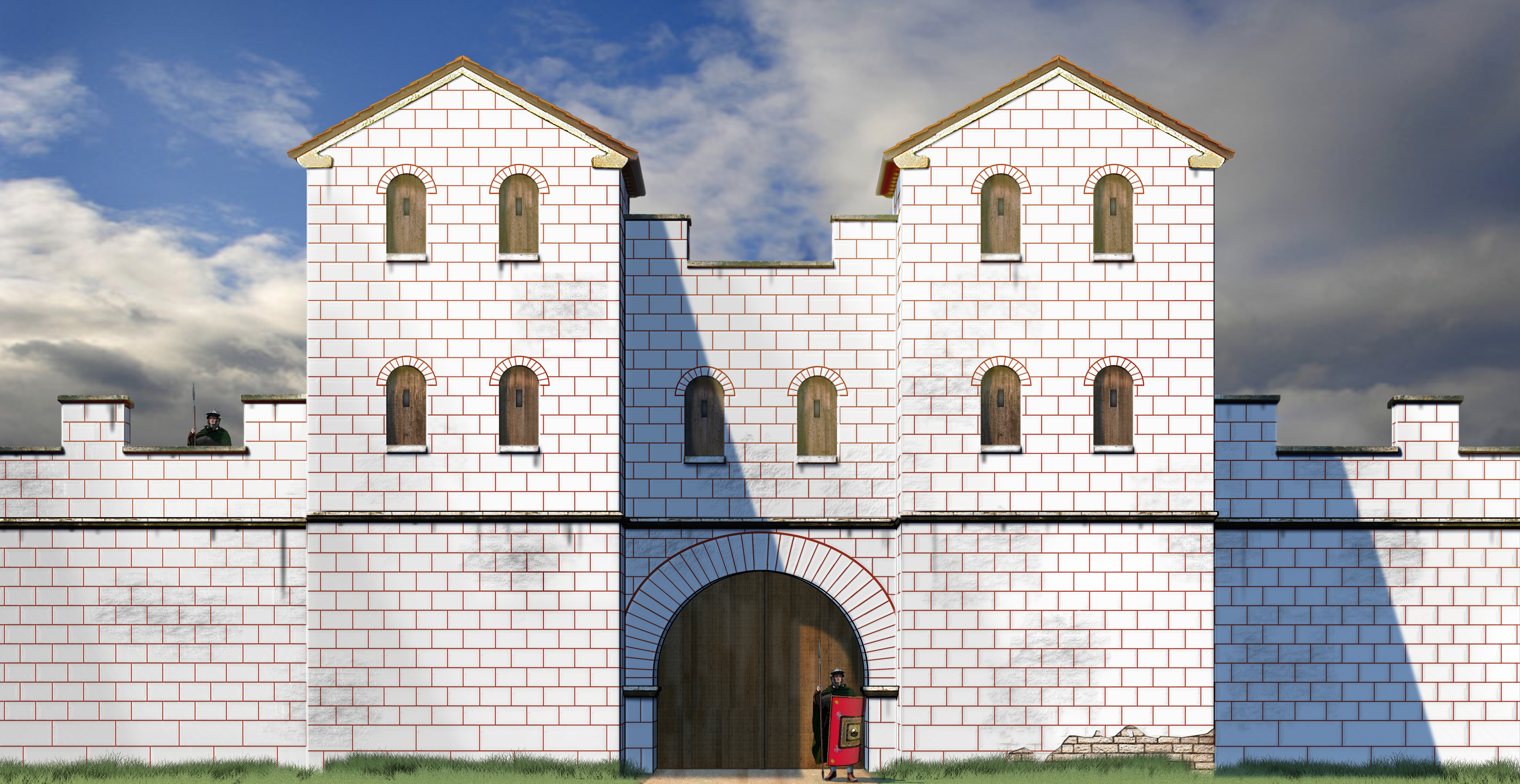
Porta decumana a castrul roman Favianis (Mautern), Austria.
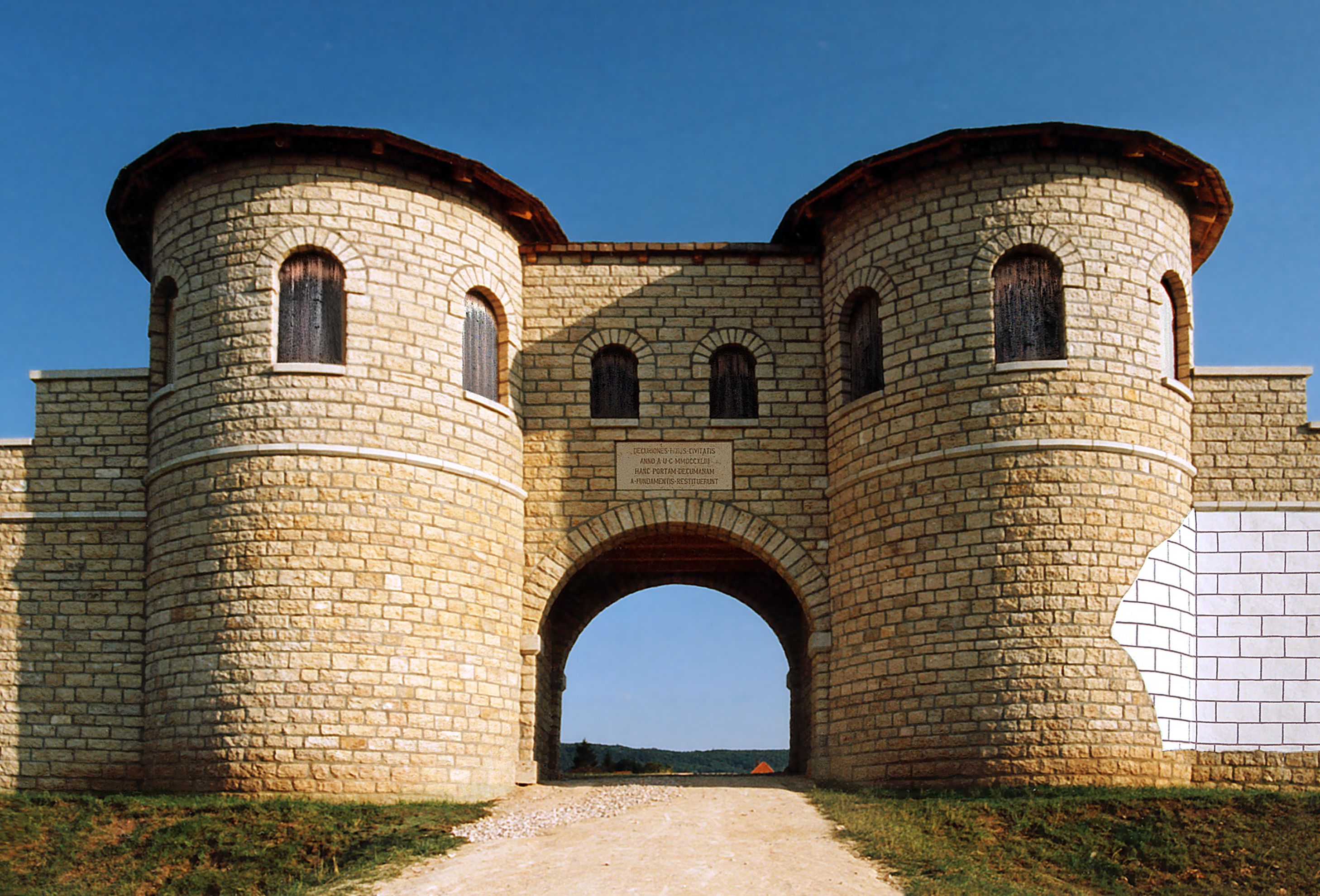
Porta decumana a castrului roman Biriciana (Weißenburg), Bavaria, Germania.
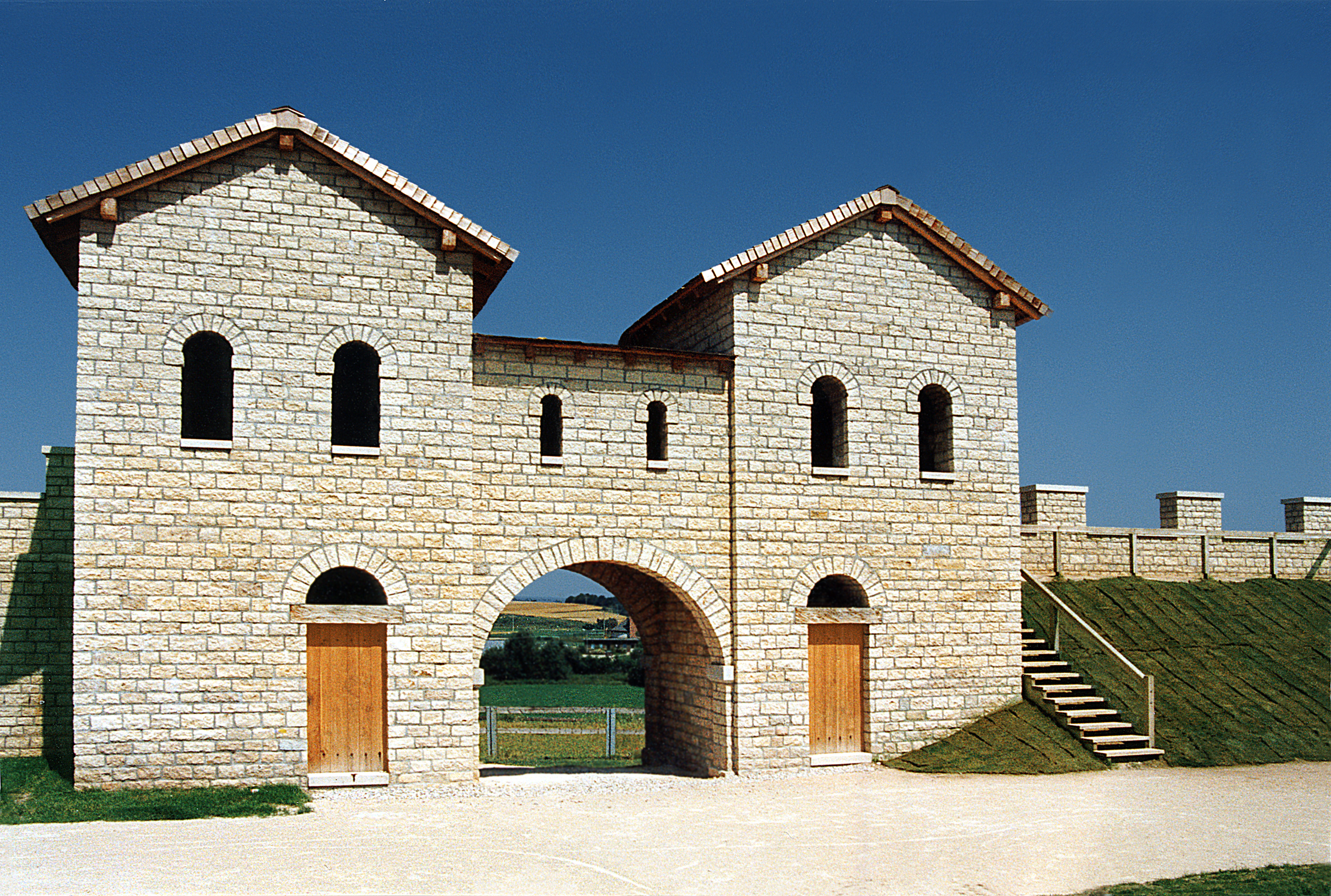
Porta decumana a castrului roman Biriciana (Weißenburg), Bavaria, Germania.
Porta decumana a castrului roman Iciniacum (Theilenhofen), Bavaria, Germania.

### Ziduri
murus

### Șanțuri de apărare

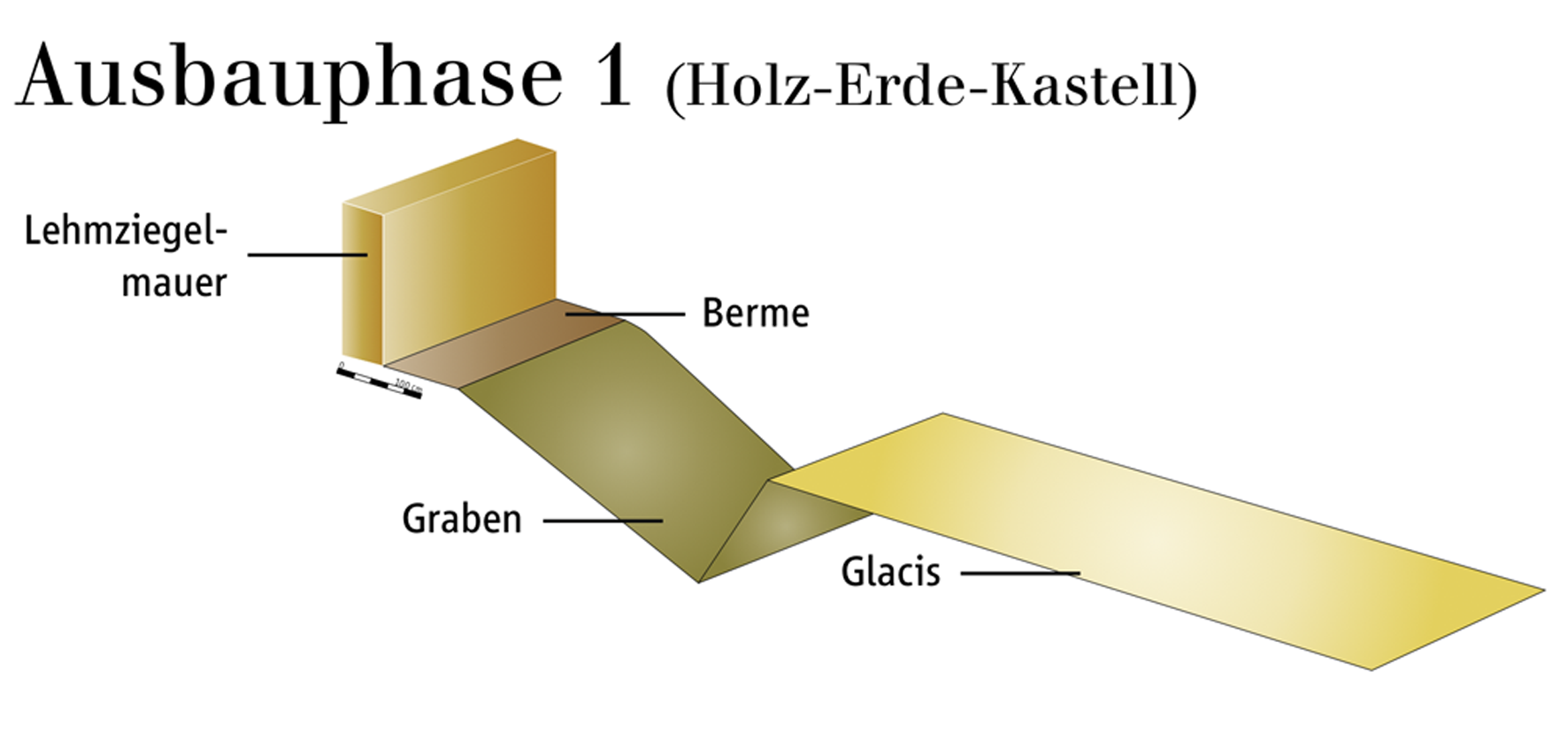
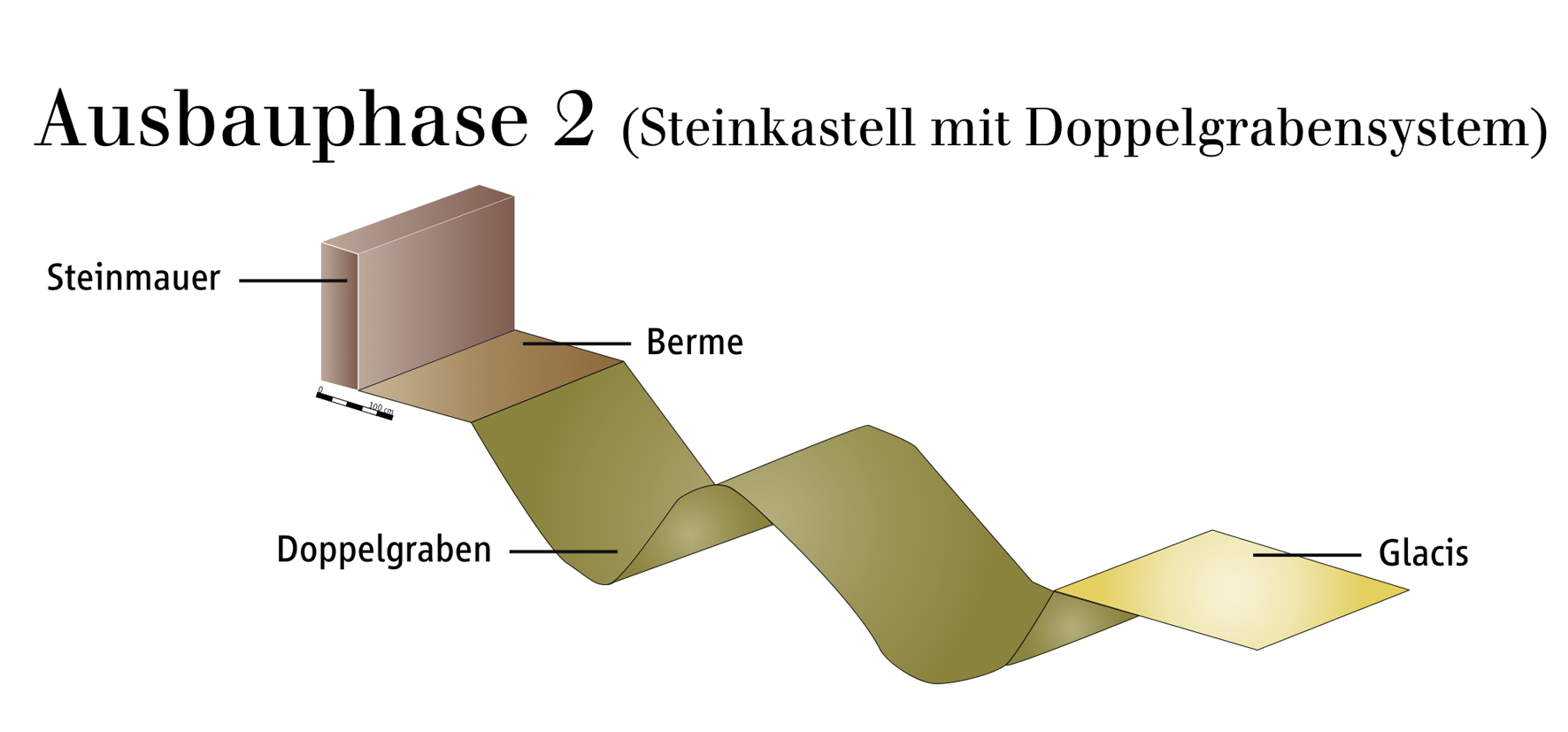
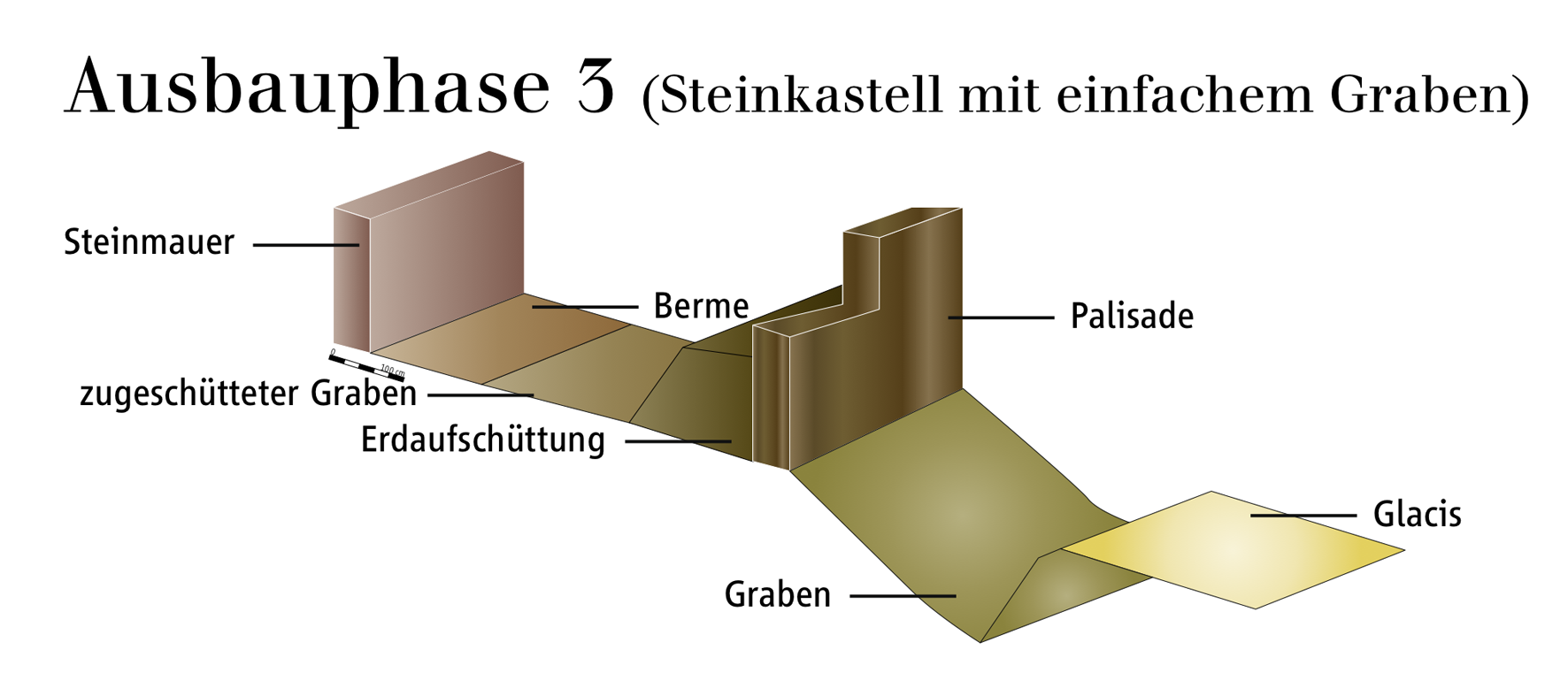
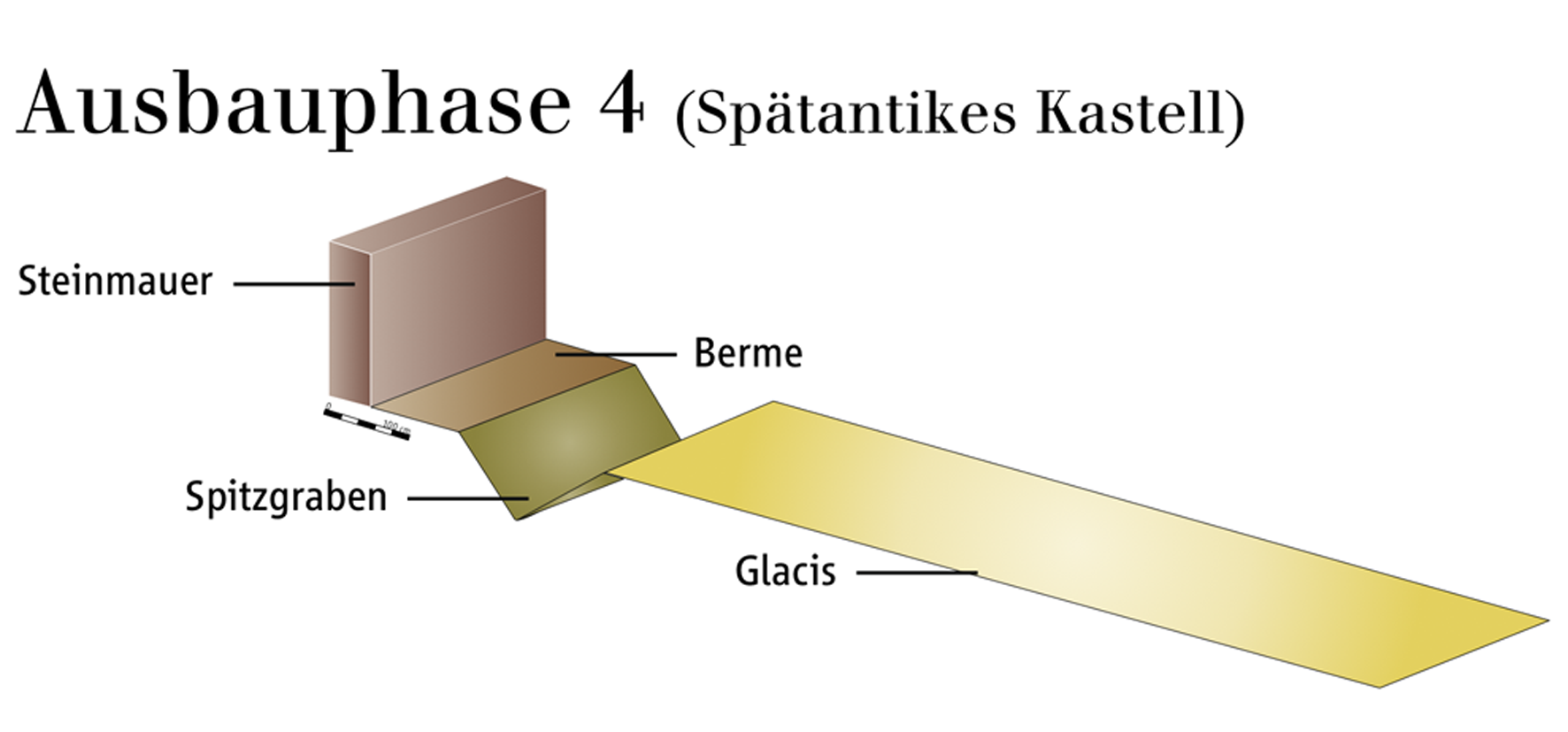

Vallum

### Parapet
Agger (cuvânt latin)

### Viața în castru

#### Viața de zi cu zi

##### Mâncarea

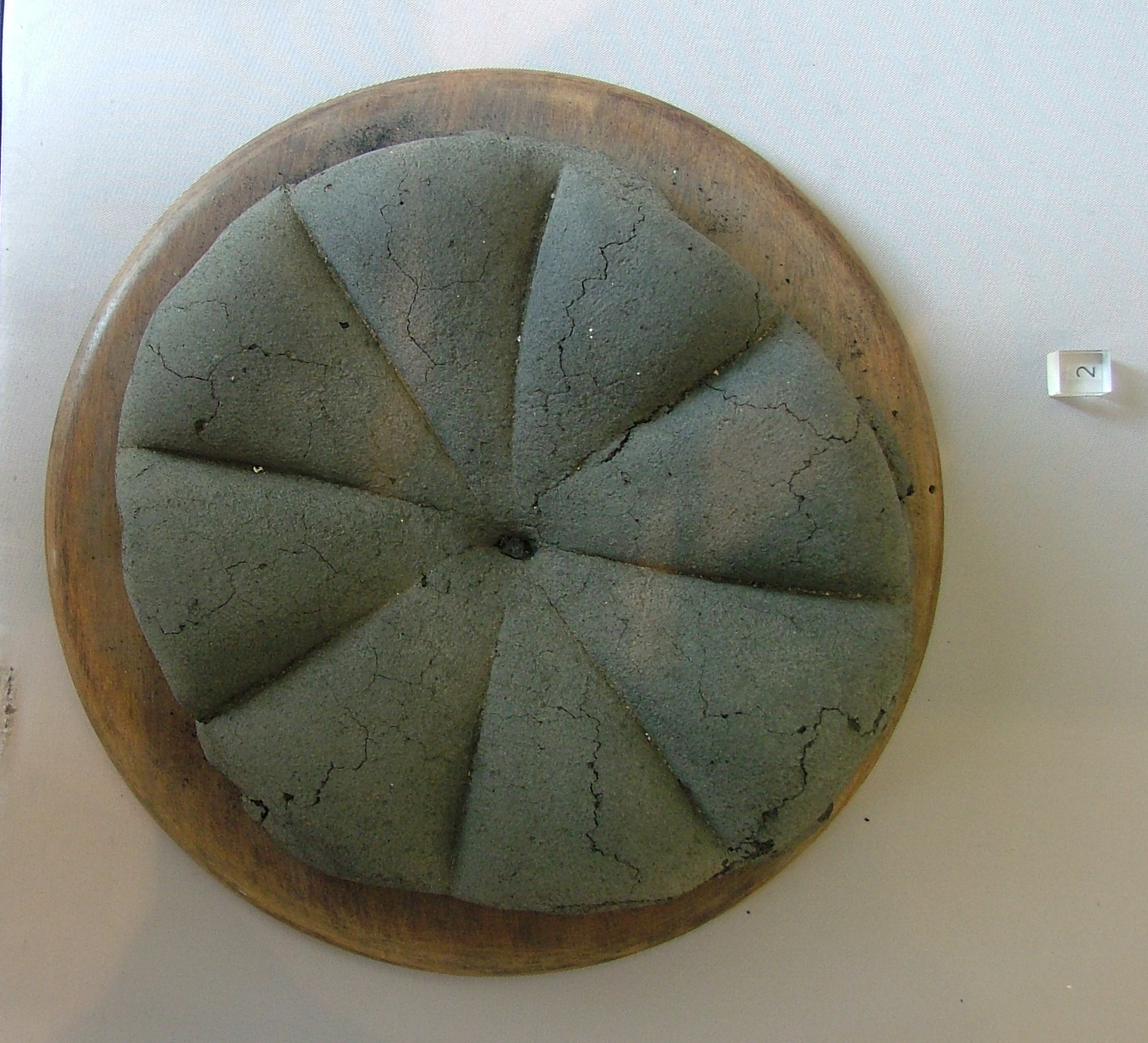
Pâine romană descoperintă în Pompeii.
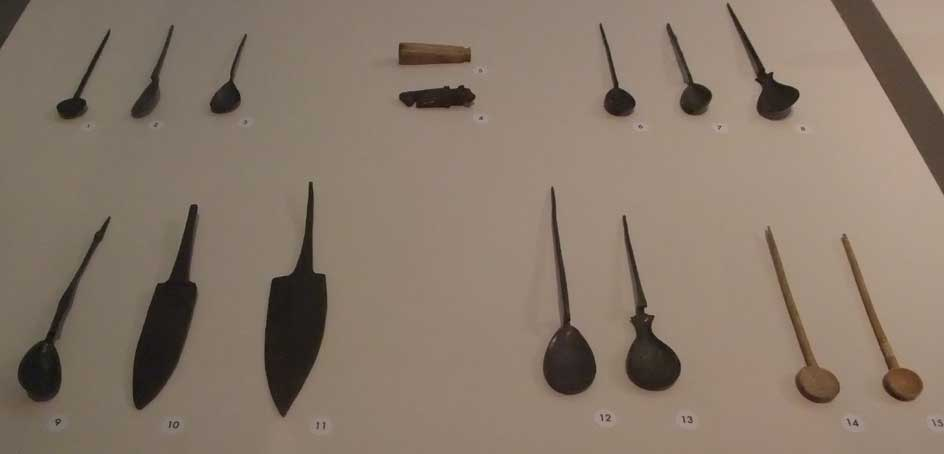
Tacâmuri romane

## Locații
Multe orașe din Europa care la origine au fost tabere militare romane mai au vizibile urmele castrelor originale, așa de exeplu Castres în Franța sau Barcelona în Spania. Modelul a fost folosit de asemenea de spanioli în timpul colonizării Americii, care urmau regulile stricte ale monarhiei spaniole în domeniul fondării de noi orașe în Lumea Nouă.
Multe orașe din Anglia mai păstrează în numele lor rădăcina castra sau derivate ale acesteia: Lancaster, Chester și Manchester.
Arhitectura romană, preponderent din piatră, a adus Daciei cucerite castre militare ce străjuiau limesul extins al imperiului. În nucleul lui transilvănean existau așezări orășenești cu o planimetrie structurată octogonal, cu forumul la intersecția celor două străzi odonatoare, cu porți cu turnuri la intrarea în oraș: Alba-Iulia (Apulum), Turda (Potaissa), Cluj-Napoca (Napoca), Drobeta-Turnu Severin (Drobeta, în vecinătatea căreia se afla celebrul pod peste Dunăre, cu pilonii conservați, cunoscut ca Podul lui Traian, operă a arhitectului sirian Apolodor din Damasc, comandată de împăratul roman Traian).

## Tipuri de castre[3]
1. Castru de legiune (castre mari de tip standard):
  1. Castru mobil sau de marș
  2. Castru staționar
2. Castru auxiliar (castre mai mici, de diferite dimensiuni):
  1. Castru pentru unitățile romane de cavalerie (sing. Ala, pl. Ale) (până la 6 ha, pentru 500–1.000 cavaleriști)
  2. Castru pentru cohorte (1,5 - 4 ha, pentru cca 480-1000 militari)
  3. Castru pentru cercetași (lat. exploratores) (6000 - 8000 m2, pentru cca 150 militari cercetași)
  4. Castru de mici dimensiuni (max. 300 m2, pentru 12-80 militari).

## Prezent

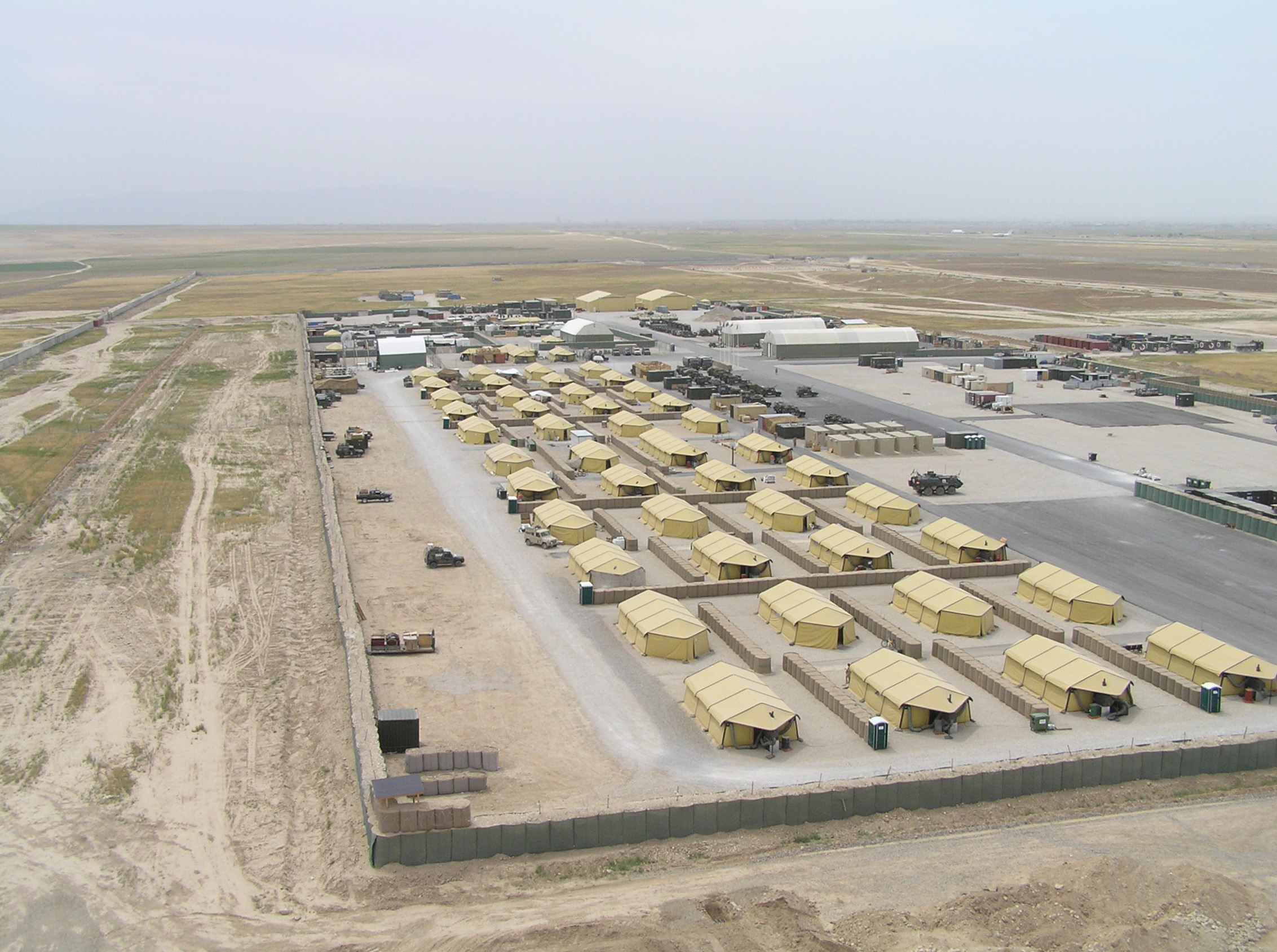
Baza germană (secțiunea norvegiană) din cadrul lagărului Marmal. Vezi liniile interne de gabionuri „HESCO”.

Bazele militare (sau lagăre) fortificate, asemănătoare castrelor, sunt încă de actualitate; un exemplu concret fiind baza militară Marmal din apropierea localității Mazar-e-Sharif, Afganistan. Forma bazei este dreptunghiulară iar zidurile fortificațiilor sunt realizate prin alipirea de gabionuri „HESCO” având rolul de a reduce și compartimenta efectele mortierelor și a armelor de foc. Un lucru deosebit la această bază militară îl constituie existența fossei (șanț) și a agger-ului (parapet) format prin depunearea materialului excavat interior; specific castrelor.